# Mikoyan-Gurevich MiG-21
Il Mikoyan Gurevich MiG-21 (in cirillico Микоян и Гуревич МиГ-21, nome in codice NATO Fishbed) è un aereo da caccia monomotore ad ala a delta sviluppato dalla Mikoyan Gurevich negli anni cinquanta.
Considerato uno degli aerei simbolo della guerra fredda ed impiegato principalmente dall'aeronautica militare dell'Unione Sovietica, il MiG-21 è stato utilizzato da oltre 60 nazioni, ed è tuttora in servizio in numerosi paesi. Con oltre 10 000 esemplari costruiti, è l'aereo supersonico più prodotto della storia dell'aviazione.

## Storia del progetto

### I primi progetti
La perseveranza dei progettisti aeronautici sovietici nel voler colmare il divario tecnologico con l'Occidente, aiutati da una ben concepita politica di commesse della Frontovaya Aviatsiya (aviazione frontale), l'aviazione tattica sovietica, ha prodotto aeroplani relativamente semplici, ma solidi e di facile manutenzione (anche se non in tutti i casi), in grado di operare da alcune delle piste più primitive del mondo. Alla fine del 1953, l'amministrazione principale dell'aviazione sovietica (VVS) emanò una specifica per un caccia completamente nuovo, con le massime prestazioni possibili ed incorporante tutte le lezioni apprese in Corea. Lo TsAGI, istituto centrale di aeroidrodinamica, concepì due buone configurazioni, entrambe con una presa d'aria sul muso, ma differenti per il fatto che una aveva una snella ala a freccia, come quella del MiG-19, e l'altra un'ala a delta, entrambe con una freccia alare di 57° o 58°. L'ufficio tecnico di Pavel Sukhoj utilizzò le due configurazioni su grandi caccia potenziati dal grosso motore Lyul'ka AL-7F, quello a delta fu sviluppato come intercettore ognitempo (Su-9) e quello con ala a freccia era previsto come caccia diurno (ma fu poi prodotto come Su-7B per missioni d'attacco al suolo). L'OKB MiG utilizzò le due configurazioni per sviluppare aerei di due formati, il più grosso dei quali restò un progetto che fu sviluppato successivamente. Il formato più piccolo era propulso dal vecchio Mikulin AM-5 ed era chiamato Ye-1 (viene utilizzata la traslitterazione anglosassone, più frequente in letteratura, precisamente nell'alfabeto cirillico Е-1, dall'iniziale della parola единица, edinica, unità), con ala a freccia. Quando fu disponibile il Mikulin AM-9Ye, da 3.250 kg di spinta, venne montato sul prototipo successivo lo Ye-2. Dal nuovo Tumanskij R-11, invece, fu propulso lo Ye-2A ed entrambe le configurazioni furono provate con i due diversi tipi di ala. Lo Ye-2 (designato Faceplate dalla NATO) effettuò il primo volo il 14 febbraio 1954 (secondo Kondratev nel 1953) con Grigorj Aleksandrovič Sedov ai comandi e tutta l'attenzione di Mikoyan. Alla fine gli fu preferito il più brillante Ye-4, con ala a delta, dal quale venne sviluppato lo Ye-5 che volò nel 1958.
Per completezza riportiamo che lo Ye-3 era una copia in scala maggiore dello Ye-2. Non volò subito a causa del fatto che non aveva pronto un motore, mentre l'OKB Sukhoj aveva già pronto quello che divenne il Su-7 (con ala a freccia) ed il Su-9 (ala a delta). Venne costruito in due varianti, lo Ye-3U, cacciabombardiere, e lo Ye-3P, intercettore, ma questi velivoli vennero battuti nelle prove di volo dal Su-7 e dal Su-9. Venne poi costruito anche lo Ye-75F con un motore Lyul'ka, radar Uragan e missili AA-3 Anab. Venne anche costruita la serie degli Ye-150 alla quale si rimanda.
Venne dato il permesso allo OKB MiG di costruire delle varianti dello Ye-2, dal quale nacque così lo Ye-50. Questo era praticamente identico allo Ye-2 eccetto per il fatto che aveva un motore a razzo ZhRD S-155, oltre a quello principale, che era alimentato da una pompa che prelevava cherosene dai serbatoi principali e RFNA (red fuming nitric acid, acido nitrico rosso fumante) da un serbatoio esterno particolarmente protetto. Il razzo era alloggiato sotto alla deriva. Furono costruiti tre prototipi dello Ye-50 e Valentin Moukhin volò con il primo di questi nel giugno del 1955. Qualche tempo dopo, durante le prove, il turbogetto si incendiò in atterraggio e Moukhin restò leggermente ferito quando precipitò a pochi metri dalla pista.
Mentre Moukhin recuperava, Aleksej Petrovič Vasin fu assegnato allo Ye-50/2, che era virtualmente identico al primo. Il 17 giugno 1957 questo aeroplano raggiunse Mach 2,33 in volo livellato, mentre in un'altra occasione Vasin riuscì ad arrivare a 25 600 m di quota. Normalmente il razzo che coadiuvava il motore era acceso a 9000 m, ma nell'inverno del 1957 Vasin lo accese già al decollo per impressionare il maresciallo Žukov. Vasin divenne Eroe dell'Unione Sovietica per il progetto Ye-50, il quale fu abbandonato nel 1958 con l'ultimo Ye-50/3 con pochi cambiamenti alla presa dinamica, alla fusoliera ed alla deriva. L'eredità dello Ye-50 fu però ripresa dallo Ye-60 di cui si parlerà più avanti.
Agli inizi del 1956 il motore R-11S era finalmente disponibile e venne montato sullo Ye-2A con cui volò Grigorij Sedov il 22 marzo del 1956. Come lo Ye-2 aveva ali a freccia, simili a quelle del MiG-19, ma in scala ridotta, due piani di coda con freccia di 45°, due cannoni NR-30 (lo Ye-50 ne aveva tre) e, una novità per l'epoca, un cupolino in plexiglas che si apriva alzando la parte anteriore. La parte retrostante era incernierata al seggiolino del pilota, cosicché, se il pilota si fosse espulso, il cupolino avrebbe fatto da protezione e da parabrezza. La presa d'aria sembrava come quella dello Ye-2, malgrado il motore richiedesse un flusso d'aria maggiore. Le due differenze riscontrabili ad occhio nudo erano la piastra antiscorrimento (una paratia montata sul dorso dell'ala che, impedendo lo scorrimento dello strato limite, creava dei vortici che lo rimescolavano energizzandolo) montata su ciascuna delle due semiali, allineate con le estremità degli elevoni (piani di coda interamente mobili) e le prese d'aria a periscopio del sistema di raffreddamento del motore, montate in fusoliera vicino ai piani di coda. La velocità massima che lo Ye-2A raggiunse fu di 1900 km/h o Mach 1,79.
Il MiG OKB alla fine fece volare lo Ye-4/1 il 16 giugno del 1956 con Grigorij Sedov ai comandi. Eccetto che per l'ala, questo caccia era uguale allo Ye-2, incluso il motore R-9Ye. Questo naturalmente precludeva il fatto che potesse superare Mach 2,0 come sperato, ma le prestazioni furono anche peggiori del previsto, la velocità massima era più bassa di quella del MiG-19 di serie.

I tentativi di migliorare la macchina si prolungarono per due settimane al termine delle quali sia lo Ye-4/1 che lo Ye-4/2 volarono di nuovo. Lo Ye-4/2 aveva ben tre paratie antiscorrimento, le cui dimensioni e geometria vennero cambiate almeno quattro volte. Nel 1957 il grosso del problema della resistenza aerodinamica sembrò risolto modificando l'area intorno all'ugello di scarico.
Il 24 giugno del 1956 sia lo Ye-2A che lo Ye-4/1 fecero un passaggio ad alta velocità alla parata aerea di Tushino in occasione della Giornata delle Forze Aeree Sovietiche. Le foto scattate dagli occidentali furono moltissime e per i sei anni seguenti gli analisti discussero su chi li avesse concepiti, su quale fosse il loro nome e se fossero in produzione. A peggiorare le cose il ricostruito OKB di Sukhoj aveva già fatto volare un caccia con ala a delta, molto simile a quelli di Mikoyan e Gurevich a causa della comune impostazione dello TsAGI, ma, come detto, più grandi. I giornalisti presto scoprirono che a questi nuovi aerei era stato dato il nome in codice di Faceplate, Fishpot, Fishbed e Fitter, ma in questo modo la confusione era aumentata anziché diminuire. Verso il 1963 i giornalisti credevano chi il nuovo MiG-21 entrato in produzione, fosse il Faceplate e, per aggiungere difficoltà, sui giornali oltre cortina il MiG-21 era spesso associato a foto del Su-7.
Nel settembre 1958 uno degli Ye-4 fu rimotorizzato con un R-11S, che forniva 5100 kg di spinta, e chiamato Ye-5. Gli ingegneri sovietici insistono nel ricordare che questo non era un nuovo aereo, infatti l'ala era la stessa dello Ye-4/1 e le paratie antiscorrimento erano le stesse dello Ye-4/2 nella loro evoluzione finale. Questo aeroplano alla fine toccò i 2000 km/h e si dimostrò anche leggermente superiore allo Ye-2A in manovrabilità, salita e capacità interna del combustibile. D'altra parte la VVS e la MiG avevano deciso di adottare l'ala a delta già dal 1957. In alcuni rapporti lo Ye-5 era anche definito come I-500 (in precedenza si usava la designazione I per istrebitel', caccia).
Dal 1957 l'OKB era alle prese con le continue migliorie apportate alla serie Ye-4, designata Ye-6 e che incorporava tutte le idee acquisite con lo Ye-4. Tutti i modelli avevano 57° di angolo di freccia alare ed il motore R-11, ma i dettagli erano variabili. Lo Ye-6/1 aveva la stessa ala dello Ye-5, con la paratia più vicina alla radice che si prolungava un poco sul ventre, mentre quella più vicina all'estremità era più sottile ed occupava tutto il dorso. L'ala ed i piani di coda poi erano leggermente più bassi rispetto alla fusoliera, il che portò a ridisegnare gli aerofreni in tre separate superfici e la sostituzione delle due pinne ventrali con una sola al centro del ventre. Più importante era il fatto che il nuovo aereo non era più un prototipo sperimentale ma un aereo di preserie. I cannoni erano due NR-30 ed il motore uno R-11S.
Uno Ye-50 fu modificato con uno R-11F-300 ed un nuovo ugello di scarico che forniva una spinta di 5 750 kg. Assieme al razzo la nuova motorizzazione fece arrivare l'aereo a 2 640 km/h a Mach 2,6. Questo aereo, noto come Ye-60, si distingueva da un grandissimo serbatoio ventrale, che alimentava il razzo, lungo tutta la fusoliera.

### Il disegno definitivo

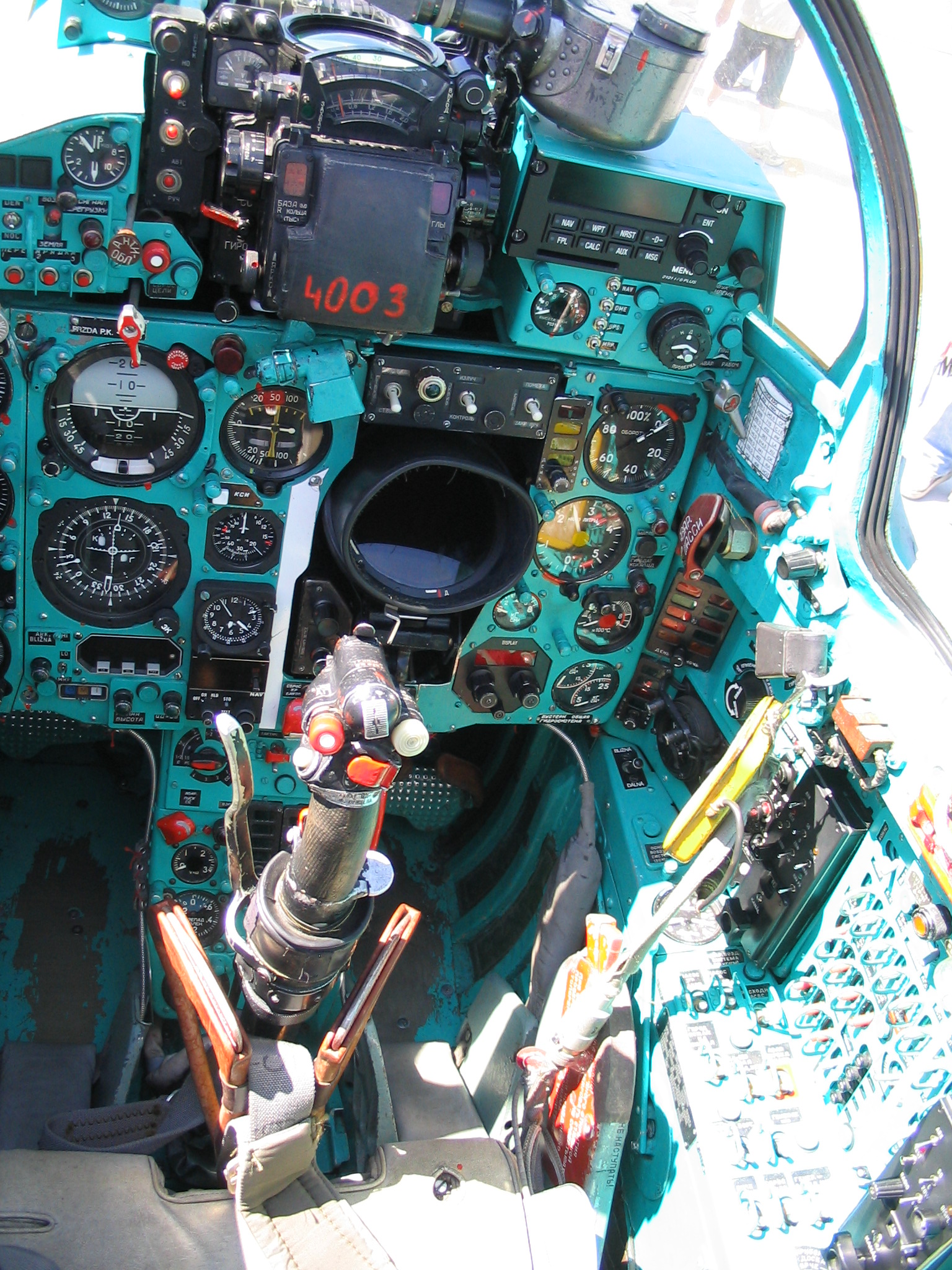
Cabina di un MiG-21 ceco. Sul pannello principale si notano: l'orizzonte artificiale, al disotto del quale si trova la bussola o, meglio, la situazione orizzontale. A fianco dell'orizzonte un indicatore che segna la velocità variometrica (variometro) e lo sbandamento laterale (virosbandometro). Sotto si trova il radioaltimetro ed un orologio. A fianco il radar collimatore e gli strumenti relativi al motore.

Il pilota assegnato allo Ye-6/1 era Nyefyedov. Le prime prove furono incoraggianti, l'aereo raggiunse Mach 2,05 ad una quota di 12 km. Sfortunatamente il 20 maggio 1958 il motore esplose ad una quota di 18 km, danneggiando i controlli di volo. Un altro rapporto afferma che fu solo uno stallo del compressore, che causò lo spegnimento del motore e Nyefyedov non poté riaccenderlo perché il serbatoio dell'ignizione era surriscaldato e pieno solo di vapore. Quando il pilota si avvicinò al suolo perdette progressivamente il controllo del velivolo ed alla fine l'aereo si schiantò al suolo, uccidendo Nyefedov.
I controlli di volo vennero riprogettati. Il compito era nelle mani di Mossolov, mentre l'ingegnere il cui progetto venne accettato da Mikoyan era Rostislav Apollosovich Belyakov (che poi divenne progettista capo del MiG OKB alla morte di Mikoyan). Egli decise di duplicare ogni controllo, dalle pompe idrauliche alle unità che pilotavano le superfici. Molti nuovi miglioramenti vennero adottati nel 1958, inclusa una spina centrale della presa d'aria a tre posizioni (la spina si sposta per controllare la quantità di flusso necessaria al motore e per tenere le onde d'urto nella giusta posizione) e delle prese d'aria ausiliarie vicino al bordo d'attacco dell'ala. La spina centrale veniva spinta nella posizione più avanzata a velocità maggiori di Mach 1,8 (le onde d'urto dipendono dal numero di Mach, non direttamente dalla velocità).
Sullo Ye-6/2, che volò nello stesso periodo dello Ye-6/1, le tre paratie antiscorrimento furono rimpiazzate da una sola tra lo spazio tra alettone e ipersostentatore. Quest'ultimo era di tipo Fowler, ma senza la caratteristica superficie superiore e si abbassava di 24,5° al decollo e di 44,5° in atterraggio, mentre l'ipersostentatore di bordo d'attacco era assente.

Lo Ye-6/3 era virtualmente un aeroplano di serie. Volò nel dicembre del 1958 e venne prodotto in una serie di 30 aerei, designati come MiG-21F, dalla fabbrica di massa, non da quella dello OKB, agli inizi del 1959.
Il 31 ottobre del 1959 lo Ye-6/3, dichiarato alla FAI (Fédération Aéronautique Internationale) come Ye-66 e pilotato da Mossolov, siglò la velocità media di 2.388 km/h su un circuito di 15/25 km. I motori erano dichiarati alla FAI come R-37F. Un anno dopo K. Kokkinaki usò lo Ye-66 per siglare una velocità di 2149 km/h su un circuito di 100 km, mentre il 28 aprile 1961, Mossolov usò lo Ye-66A per arrivare ad una quota di 34.714 m. Lo Ye-66A era propulso da un R-11F2S-300 da 5.950 kg ed un razzo U-2 in un pacco ventrale completo di un serbatoio di RFNA.
Durante questo stesso periodo la fabbrica di produzione stava costruendo le prime vere macchine di serie, i MiG-21F-13. Questa era la versione finale, lo Ye-6T, dove la T significava трофей, "trofeo", e si riferiva al fatto che un caccia cinese aveva riportato a terra un missile AIM-9B Sidewinder che gli si era incastrato senza esplodere. I sovietici riuscirono a copiare quest'arma, chiamandola K-13 o R-13 (AA-2 Atoll) e lo Ye-6T ne agganciava uno per semiala.
Ci furono molte varianti del K-13, le cui prestazioni erano persino migliori della controparte USA. I piloni del MiG-21F-13 erano semplici e fornivano la connessione elettrica ed il sistema di raffreddamento. Il peso dei missili era così elevato che fu necessario rimuovere il cannone NR-30 sinistro con la scatola dei suoi 75 colpi.

Fu colta anche l'opportunità di allargare la pinna ventrale per aumentare la stabilità di rollio, specialmente ad alti angoli d'attacco (i MiG-21 seguenti migliorarono ancor di più questi accorgimenti). Molte migliaia di MiG-21F-13 uscirono di fabbrica, inclusi gli S-106 fatti a Vodochody, in Cecoslovacchia a partire dal 9 maggio del 1963 che si distinguono per il fatto che hanno la parte posteriore del cupolino in metallo anziché in plexiglas. Molti altri furono fabbricati senza licenza nella Repubblica Popolare cinese e chiamati J-7.

### In produzione

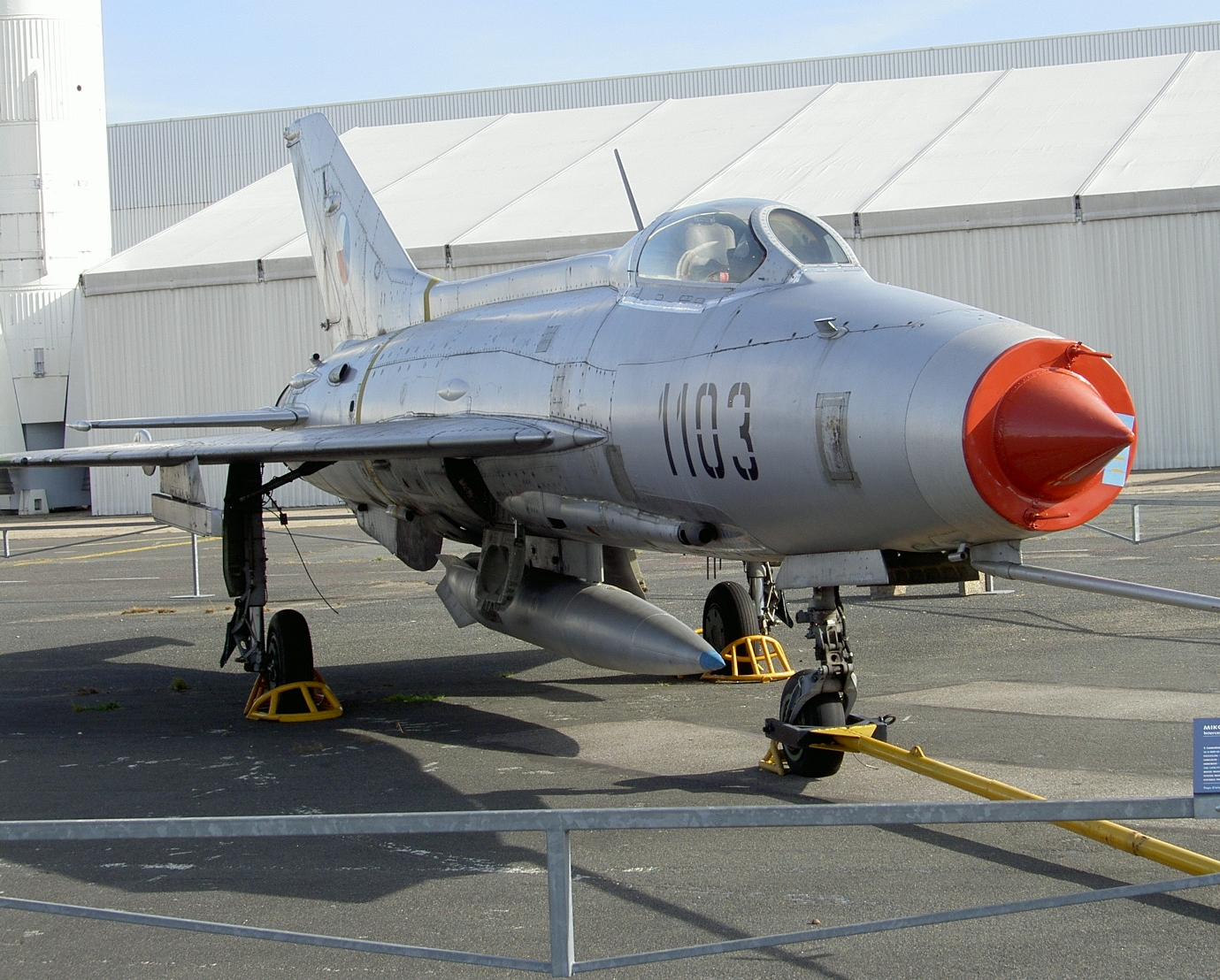
Un MiG-21F-13 conservato al museo Le Bourget a Parigi

Nel 1960 il MiG-21F-13, chiamato alla MiG anche come "modello 72", era entrato in piena produzione. Sebbene fosse un aeroplano che si pilotava facilmente ed avesse prestazioni e manovrabilità avanzate per l'epoca, soffriva (come anche l'F-104A e, da un certo punto di vista, il Mirage IIIC) di una limitata capacità interna. I 2470 litri di combustibile stivati in sei serbatoi d'alluminio nella fusoliera e quattro integrali nell'ala non erano disponibili tutti insieme senza precludere o limitare la stabilità della macchina. Il limite autorizzato era di 2340 l e questo riduceva il raggio d'azione o peggio le prestazioni. Era infatti praticamente impossibile raggiungere la velocità di Mach 2,0 con solo poco più di 2000 l di cherosene. Per di più, al contrario delle sue controparti occidentali, a bordo non c'era un radar di scoperta e l'armamento era composto da appena due missili K-13 ed un cannone NR-30 con 75 colpi. L'avionica consisteva solamente della antenna UHF, di due antenne VHF, dello IFF (identificatore amico o nemico) SRO-2, di un radioaltimetro (strumento che misura la quota con le onde radio ed è quindi più accurato dell'altimetro barometrico) che arrivava fino a 300 m, una radiobussola ed un radar collimatore. Dal 115º esemplare (il primo con la pinna ventrale più grande) fu introdotto anche un RWR (un allarme passivo che segnala le onde radar in arrivo).

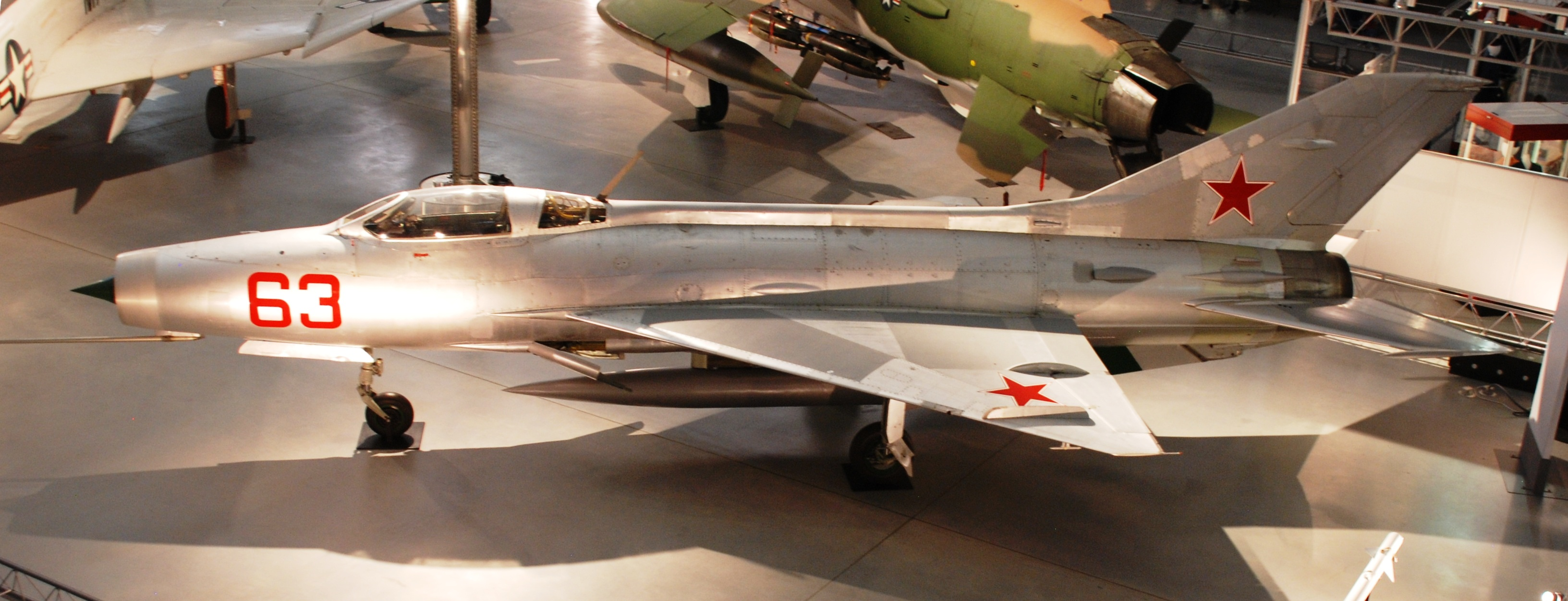
Un MiG-21F-13 Fishbed C conservato allo Steven Udvar-Hazy Center, Dulles, Virginia

Vi furono diversi altri prototipi dello Ye-6. Uno dei più importanti, lo Ye-6U, volò nel 1961. Era il prototipo per il modello da addestramento biposto, con una capacità interna ridotta di 70 l per far spazio al secondo seggiolino, il nuovo KM-1, e non montava armamento, ma solo un serbatoio ventrale da 490 l. Il cupolino si apriva di lato. Un aeroplano simile, chiamato Ye-33, fu utilizzato per siglare primati, pilotato da donne pilota come Natalya Prokhanova, la quale arrivò ad una quota di 24.366 m.

#### In Finlandia
Sebbene la Finlandia non facesse parte del "patto di Varsavia", grazie a particolari buoni rapporti con l'Unione Sovietica, ricevette un numero di 22 MiG-21F-13 nella speciale versione MiG-21F-12 con elettronica semplificata. La prima consegna avvenne il 24 aprile del 1963, l'ultima il 17 gennaio del 1986. I numeri di serie sulla fusoliera erano: 31→35, 46→50, 61→65, 76→80, 91 e 92.

### Lo J-7
Nel 1958 la Cina aveva ottenuto la licenza per produrre il MiG-19SF ed il suo motore R-9BF-811. Fu pianificato che sarebbe stata seguita da un'altra licenza, quella per il MiG-21F-13 ed il suo motore R-11-300, ma le relazioni diplomatiche fra i due Paesi raggiunsero il minimo storico nel 1960, prima di qualsiasi accordo. A dispetto di ciò, la Cina era determinata a produrre il suo MiG-21, anche perché, secondo il governo di Pechino, ne aveva urgentemente bisogno.
Tenendo in mente i problemi legati alle differenze linguistiche, al fatto che si era a corto di ingegneri qualificati, che l'industria di Stato era ad uno stato embrionale, al fatto che non vi fosse tecnologia di base e nemmeno i materiali grezzi, il risultato di un lavoro portato a compimento in quattro anni è, a dir poco, miracoloso.
In Cina l'aeroplano, come accennato più sopra, venne ribattezzato J-7 (da jianjiji, caccia) ed il motore uno WP-7 (da wopen, turbogetto). Tutto lo sviluppo fu eseguito nelle fabbriche di Chengdu, nello Sichuan. I disegni furono tutti prodotti dalle parti sezionate da un MiG-21F-13 fornito dai sovietici prima del raffreddamento dei rapporti diplomatici.
Il primo volo dello J-7 fu eseguito l'8 gennaio del 1965 (un rapporto dichiara dicembre 1964) ed alla fine del 1965 lo J-7 era in servizio con l'aeronautica cinese. Nel 1966 gli J-7 furono esportati in Tanzania ed in Albania, ma in quell'anno la rivoluzione culturale creò un caos tanto grande che la produzione si fermò quando erano stati inviati 40 dei 60 caccia promessi.
La produzione riprese gradatamente dopo il 1972, raggiungendo il pieno ritmo solo nel 1976-1980. L'aeroplano di questa serie era notevolmente migliorato, interamente grazie agli sforzi dei progettisti cinesi, tanto che il nome cambiò in J-7II o F-7B per il mercato delle esportazioni. Il motore, chiamato WP-7B, arrivava a 4 400 kg di spinta a secco e 6 100 kg con postcombustione.
Questo risultato fu raggiunto soltanto costruendo una camera di postcombustione più grande ed una presa dinamica con un cono spostabile con una vite senza fine, quindi con regolazione continua, invece che solo su tre posizioni. Il cockpit, ovvero la cabina, fu ridisegnato con un nuovo cupolino che si apriva sul davanti con un parabrezza separato, che rimaneva fisso.

Il seggiolino del J-7 era un CS-1, una copia cinese del SK-1 sovietico, e fu rimpiazzato da quello che divenne il seggiolino cinese per eccellenza, lo HTY-4, utilizzabile anche a bassa quota (zero height) e ad una velocità tra i 130 e gli 850 km/h. La corda della deriva fu ingrandita ed il parafreno ridisegnato e ricollocato in un vano alla base del timone. Anche l'armamento fu aumentato: il cannone sinistro, chiamato tipo 30-I, fu rimontato sebbene con soli 60 colpi per arma. Il pilone ventrale fu modificato per trasportare un serbatoio esterno da 800 l di capacità.

Fu esportato un buon numero di F-7B, in gran parte in Egitto.
Gli ingegneri cinesi svilupparono ulteriormente il J-7II nel 1980. Il nuovo WP-7BM non aveva più bisogno di un serbatoio separato, riempito di gasolio, per l'avviamento. Manteneva comunque le stesse prestazioni del WP-7B. La GEC Avionics, una società del Regno Unito, fornì ai cinesi il Type 226 Skyranger, un sistema di comunicazione integrato, ed il Type 956 Hudwac, un visore a testa alta (HUD, head-up display) che migliorava notevolmente il sistema di puntamento e il sistema di gestione delle armi, specialmente nell'attacco a bersagli al suolo.

Furono anche aggiunti nuovi piloni più esterni a cui si agganciavano serbatoi ausiliari da 500 l, mentre i piloni originali più interni furono modificati per alloggiare i missili Matra R.550 Magic (o PL-7), lancia razzi (18 da 57 mm oppure 7 da 90 mm) o bombe fino a 500 kg di peso. La strumentazione all'interno della spina centrale fu spostata dal basso verso l'alto. Vi furono poi varie altre piccole modifiche all'avionica.
Il risultato fu lo F-7M Airguard, perlopiù un successo a dispetto dell'età della macchina. Oltre che in Cina l'aereo prestò servizio in Pakistan, Bangladesh, Zimbabwe e Sudan per un totale di più di 500 esemplari nel 1988. I modelli destinati al Pakistan furono battezzati F-7P Skybolts perché incorporavano almeno 20 modifiche espressamente richieste dal compratore, incluso il seggiolino Martin-Baker Mk 10L, il cablaggio per quattro Magic, Sidewinder o PL-7. Anche nel 1988 Chengdu produceva 20 F-7M al mese, un traguardo rimarchevole per un caccia di 30 anni prima.

#### L'addestratore JJ-7
Agli inizi i cinesi non tentarono neppure di costruire una versione da addestramento. Tuttavia negli anni ottanta fu presa finalmente la decisione di costruire uno JJ-7 (o FT-7 per l'estero) ed il compito fu affidato alla Guizhou Aviation Industry Group Co. (GAIGC).

Il risultato era molto simile al MiG-21UM, ma differente comunque per piccoli dettagli, volò nel luglio 1985. La deriva era riprogettata dalla Guizhou, la pinna ventrale era sostituita da due grosse piastre ed il doppio cupolino si apriva sul fianco ed era più largo e soprattutto più alto di quelli sovietici.
I carichi esterni potevano includere un serbatoio centrale da 400 o 800 litri, vari missili e razzi sui piloni alari ed un cannone da 23 mm a doppia canna su un pacco ventrale. Molta dell'avionica era di produzione occidentale ed il periscopio dell'istruttore era cinese. Il propulsore era un WP-7BM, il quale permetteva un carico più elevato del MiG-21U, 8 600 kg con due missili PL-7 ed un serbatoio da 800 l.

## Le nuove idee

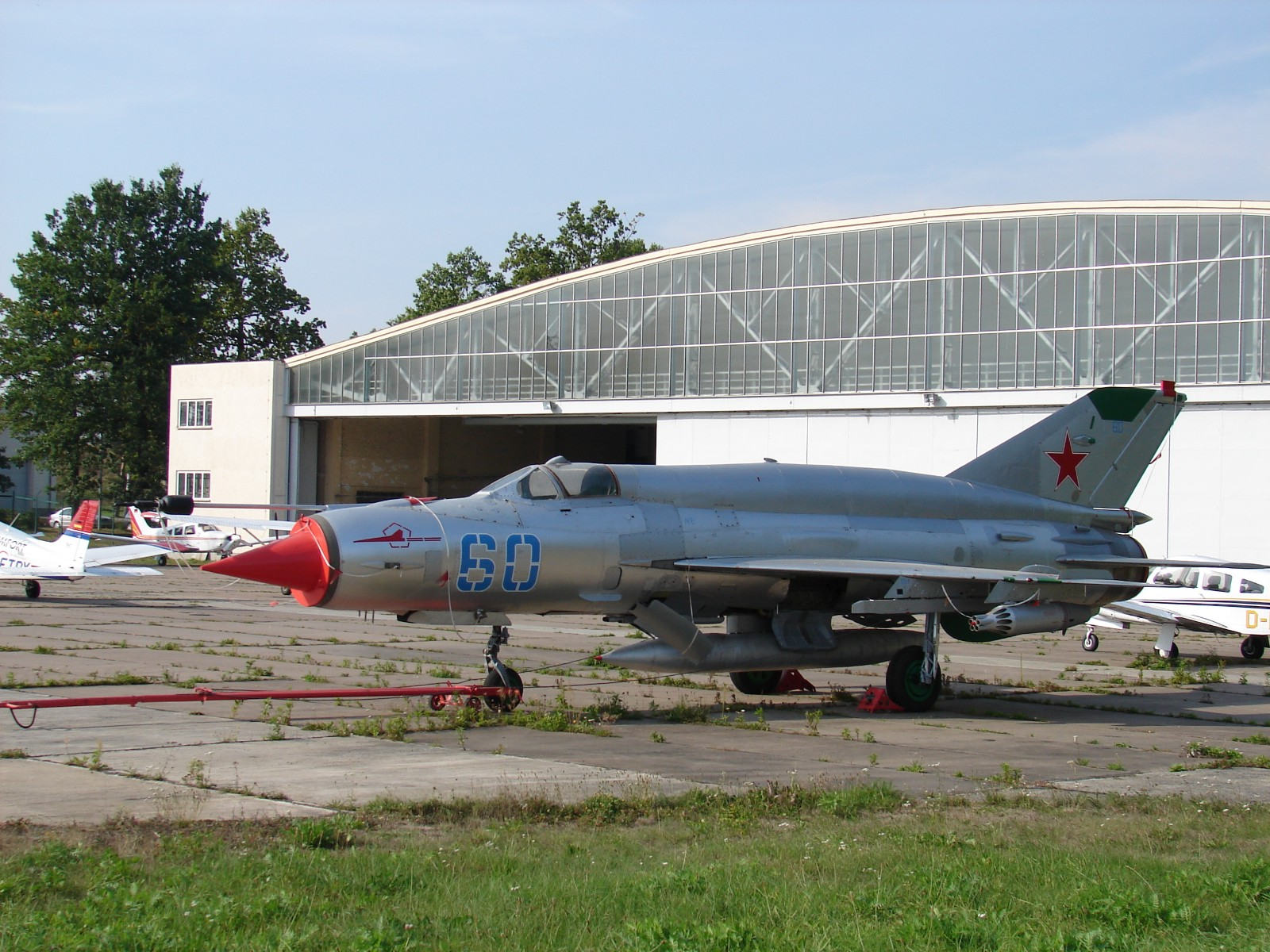
Un MiG-21SMT presso l'aeroporto di Altenburg-Nobitz

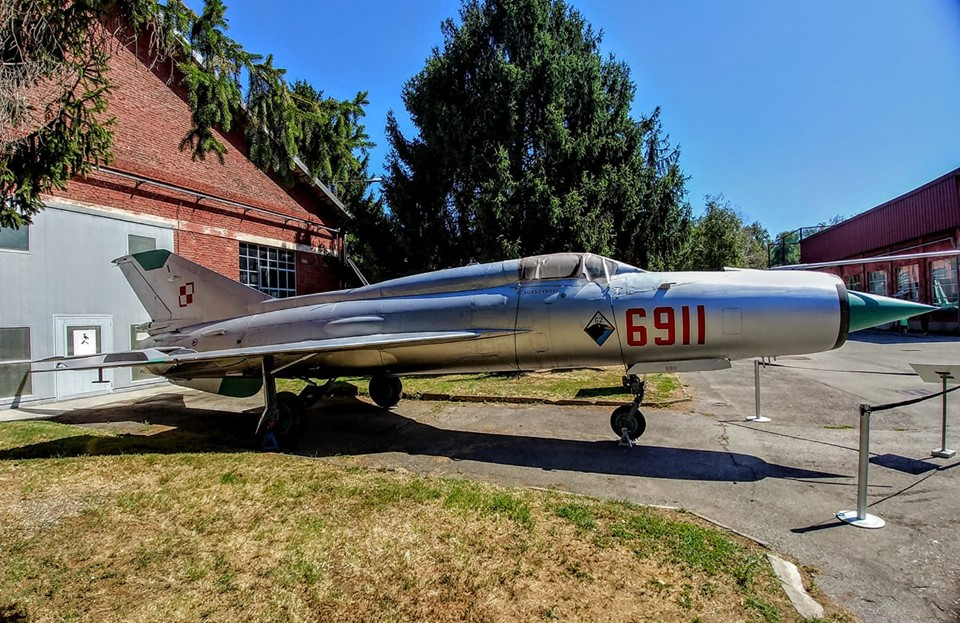
MiG-21 esposto al Parco e Museo di Volandia.

Nel frattempo, in Unione Sovietica, si lavorava alle future varianti del MiG-21F-13. Il primo obiettivo era di montare un radar di scoperta, per conferire limitate capacità notturne ed ognitempo al caccia. L'industria sovietica era pronta con il necessario: lo R-1L (o Spin Scan, per la NATO).
Questa era la nuova caratteristica della prossima generazione di MiG-21, nata con il prototipo Ye-7 del 1959. La prima apparizione in pubblico dello Ye-7 fu alla "giornata dell'aria" nell'agosto 1961 a Tušino. C'erano due MiG-21, uno dei quali fu identificato 25 anni dopo come Ye-6V, era la versione STOL pilotata da Aleksandr Fedotov, che adottava due potenti razzi a combustibile solido sotto la fusoliera e scaricati dopo 10 s di funzionamento. L'atterraggio era frenato da un paracadute a croce ripiegato in un tubo alla base della deriva. Questa divenne la dotazione tipica delle nuove macchine di serie. L'altro MiG era il primo Ye-7, gaiamente dipinto lungo il bordo d'attacco alare e sotto la parte anteriore della fusoliera come una grande freccia rossa. Diversamente dal rivale OKB Sukhoj, che prese molto tempo per decidere come combinare una presa d'aria con il radar, il MiG OKB aveva risolto il problema già dallo SM-12PM (un prototipo che usava la cellula del MiG-19). Fu relativamente semplice ingrandire la spina centrale per inserirvi l'antenna a disco del radar e l'elettronica necessaria. Il diametro esterno passò da 690 a ben 910 mm, cosicché si sarebbe potuto installare in futuro anche un motore più potente con un flusso interno maggiore, semplicemente modificando il profilo della spina centrale.
Effettivamente gli ingegneri di Mikoyan avevano escogitato numerose idee per perfezionare la presa d'aria. Innanzitutto adottarono un sistema di spillamento dello strato limite dalla spina centrale risucchiandolo via attraverso lo spazio tra il cono mobile e la parte fissa retrostante e scaricandolo fuoribordo. Vi erano anche due piccole prese aggiuntive ai lati della fusoliera, vicino alle radici alari, che servivano per spillare il flusso in eccesso.
Il paracadute-freno non fu introdotto prima del 1965, invece sullo Ye-7 furono subito cambiate le gomme dei carrelli con un modello più grande, da 800 mm, che ruotava di 87° prima di entrare nella fusoliera tra la radice alare ed il condotto che portava l'aria al motore. Queste gomme permettevano atterraggi più corti e stabili, con una pressione di 0,7 MPa, il 25% in meno di quella tipica e solo un terzo di quella di un F-15E.
Un'altra modifica introdotta con lo Ye-7 fu quella di abbandonare interamente l'artiglieria. L'armamento del caccia si ridusse a due soli missili aria-aria K-13 e due razziere, troppo poco come si sarebbe scoperto in Vietnam o nel Medio Oriente. La ragione principale di questa scelta risiede nel peso; si era ingrandita la spina dorsale che collegava la deriva al cupolino e le scatole dei sistemi di comunicazione UKV e RS-1U, aumentando la capacità interna di 2.850 l. Ma in pratica poteva essere riempito solo per poco più di 2.000 l perché altrimenti si sarebbe spostato troppo il baricentro. Il vantaggio di rimuovere i cannoni risiedeva solo nel poter riposizionare più proficuamente i freni aerodinamici.
Un'altra novità dello Ye-7 era un cupolino ridisegnato senza area trasparente alle spalle del seggiolino. Il nuovo modello entrò in produzione come MiG-21P (perekhvatchik, intercettore), ma presto sarebbe stato disponibile un nuovo motore il Tumanskij R11F2-300 con 5.950 kg di spinta che avrebbe propulso il MiG-21PF (Forsirovanni, appunto potenziato).
Cinque anni più tardi, nel 1965, questo motore fu nuovamente potenziato arrivando a 6.175 kg di spinta, senza ridurre la sua vita operativa. I primi MiG-21PF raggiunsero i reparti nel 1963.
L'iniziale PF-1 fu poi sostituito dal PF-2 e dal PFV nelle linee di montaggio prima della fine del 1963. Questi avevano un parafreno riposizionato e una nuova corda della deriva e la predisposizione per portare il cannone esterno GP-9, nonché dei freni delle ruote migliorati. Il GP-9 conteneva l'eccellente GSh-23L da 23 mm a due canne con 200 colpi per canna. Si adottarono poi due piloni per portare i serbatoi ausiliari anziché uno solo. Il PFV era la versione d'alta quota e possedeva un radar R2L, un sistema IFF SRO-2M ed un RWR (allarme dotato di ricevitore radar passivo) Sirena. La versione da esportazione era MiG-21FL.
L'India, che aveva acquistato il MiG-21FL, si accorse che l'armamento costituito dai due R-3 (AA-2 Atoll) era scarso e richiese il pacco GP-9, ma la produzione di quest'arma era scarsa fino al 1971. Ad ogni modo i MiG-21 con i GP-9 erano tanto efficaci che conseguivano tre vittorie contro gli F-104 pachistani.
Nel 1961 la Mikoyan aveva provato gli ipersostentatori soffiati sullo Ye-7SPS e, nel 1963, questi furono messi in produzione sul MiG-21PFS Fishbed E. Gli ipersostentatori erano incernierati al bordo d'uscita alare ed avevano una corda leggermente più lunga. Un flusso d'aria ad alta pressione era spillato dal compressore del motore (R-11F2S-300) e sparato a velocità supersonica attraverso una sottile fessura appena al di sopra del bordo d'attacco dell'ipersostentatore. Questo accorgimento teneva il flusso attaccato alla superficie quando gli ipersostentatori erano abbassati. Esternamente i MiG-21 con gli SPS possono essere identificati dalla piccola fessura sopra l'attuatore a metà dell'ipersostentatore.
Nel 1966 circa, una nuova variante uscì di fabbrica, il MiG-21PFM (Fishbed F per la NATO) che includeva sia le modifiche del MiG-21PF-1 che quelle del PF-2 e gli SPS. Inoltre aveva un cupolino ridisegnato che si apriva verso destra. I problemi con i vecchi seggiolini portarono all'introduzione del KM-1 zero-zero (possibilità di espulsione a velocità zero e quota zero), il quale salvò la vita di parecchi piloti durante i futuri conflitti (Medio Oriente e Vietnam). Un'altra importante novità fu il radar R-2L (Spin Scan B), molto più facile da manutenere.

### Versioni altamente sperimentali
Mentre l'OKB Mikoyan stava modificando la macchina per migliorare la produzione di serie, costruì anche delle versioni speciali ed avanzate. Una di queste fu il MiG-21DPD (двумя подъемными двигателями, dvumja podʺemnymi dvigatelyami, doppi motori portanti), conosciuto anche come tipo 92. Era un MiG-21PFM costruito appositamente per la ricerca sul decollo corto o verticale (V/STOL, vertical/short take off and landing). Ali e piani di coda restarono gli stessi, mentre la fusoliera fu allungata nel baricentro per far posto a due turbogetti indicati come Kolyesyov Type ZM, da 3.500 kg di spinta ciascuno (vennero montati anche sullo Yakovlev Yak-38, fornendo 3.760 kg di spinta). Quando i motori venivano accesi si apriva una presa d'aria sul dorso, inclinando un pannello incernierato all'indietro. Gli scarichi potevano essere orientati. Piccoli getti di controllo erano spillati dai motori e fuoriuscivano dal muso e dalla coda. I carrelli non erano retrattili. Il primo volo fu compiuto il 16 giugno del 1966 da P. M. Ostapenko.
Un altro progetto particolarmente futuribile fu lo Ye-8. Ci si aspettava che fosse l'evoluzione del caccia MiG e molti iniziavano già a chiamarlo MiG-23, anche se poi non ebbe nulla a che fare con questa macchina. In pratica si voleva montare un radar più complesso e la presa d'aria fu spostata sotto le ali in un arrangiamento che può ricordare l'Eurofighter Typhoon.

### Il MiG-21I anche detto 21-11, A-144 o "Analog"
Il MiG-21I era una macchina espressamente concepita per collaudare l'ala, in scala ridotta, del nuovo aereo passeggeri supersonico Tupolev Tu-144, ovvero la versione sovietica del Concorde che anche se simile esteticamente, aveva soluzioni tecniche alquanto differenti dallo stesso. Ne furono costruiti due esemplari, il primo per provare un sistema di controllo per un aeroplano senza coda, mentre il secondo fu portato in volo al Centro ricerche sul volo di Gromov il 18 aprile del 1968 dal pilota collaudatore Oleg Vasilevič Gudkov. L'ala aveva una freccia di 78° ed erano state posizionate telecamere speciali appena dietro il cupolino e sulla deriva. L'aereo dovette essere zavorrato perché il suo baricentro fosse spostato nella giusta posizione (per questo tipo di aeroplano davanti al centro aerodinamico, si veda la voce stabilità statica longitudinale).
Alla fine del 1969 erano stati effettuati 140 voli di collaudo, raggiungendo l'altitudine di 19 000 m alla velocità di 2120 km/h (Mach 2,06). Il 18 luglio del 1970 il primo prototipo, pilotato dal pilota collaudatore Viktor Konstantinov, si schiantò al suolo, mentre il secondo prototipo è preservato al Museo centrale delle aeronautiche militari di Monino, Mosca.
Vi furono dei programmi per creare un aereo senza coda, denominato MiG-21LSh (МиГ-21ЛШ), senza seguito.

## Varianti

### 1ª generazione

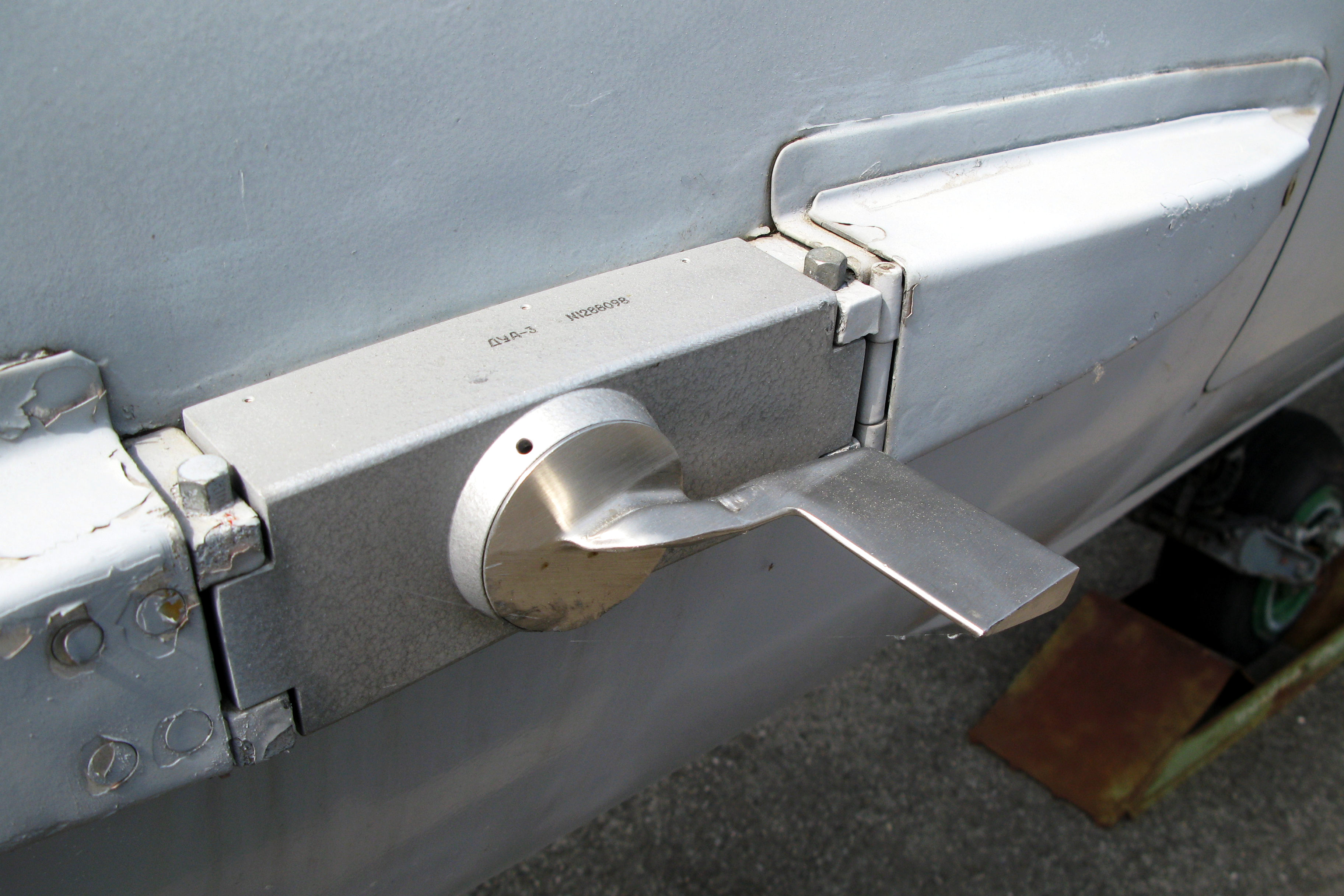
Sonda dell'indicatore dell'angolo d'attacco DUA-3 di un MiG-21MF

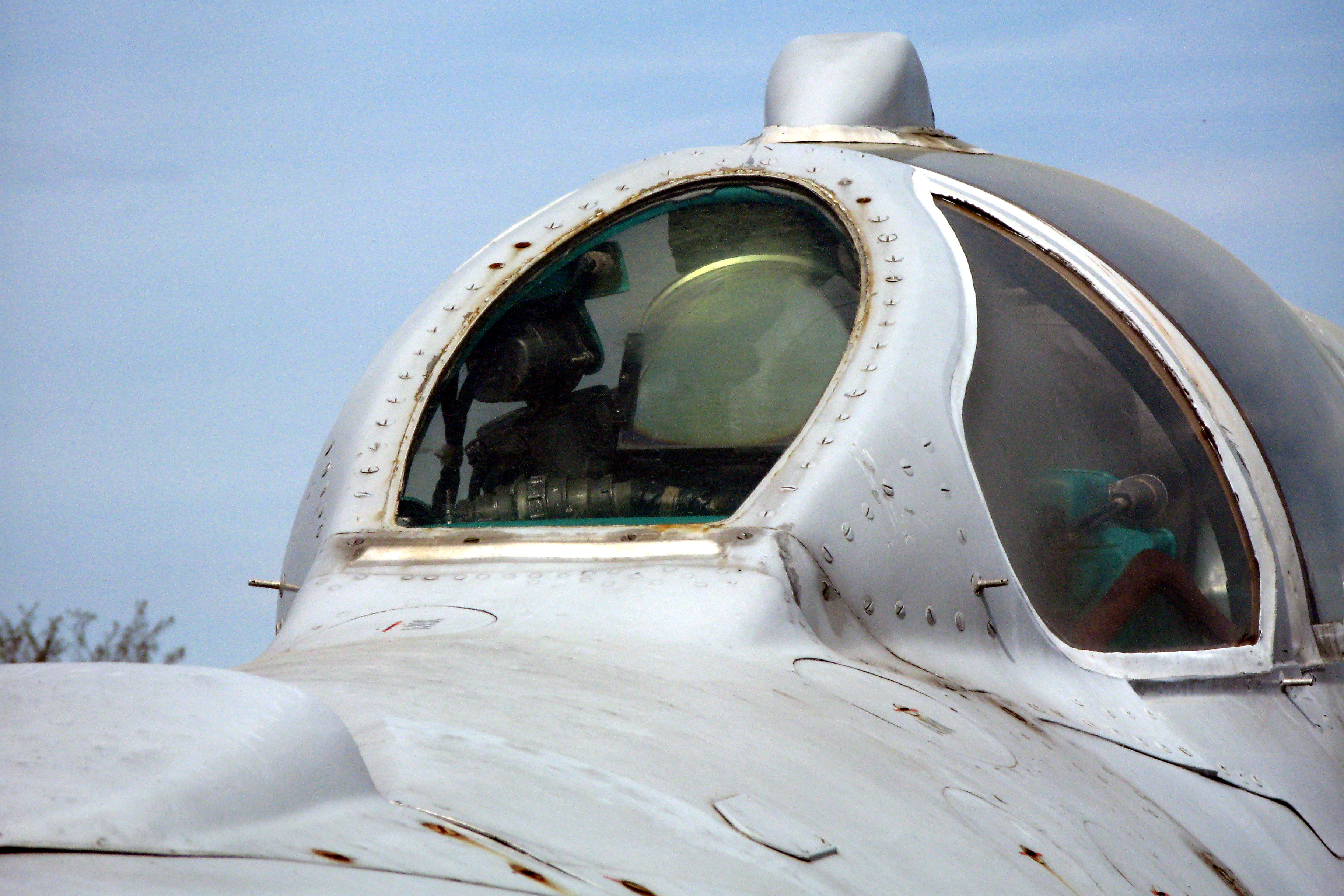
Tipico parabrezza in tre pezzi che limita notevolmente la visibilità

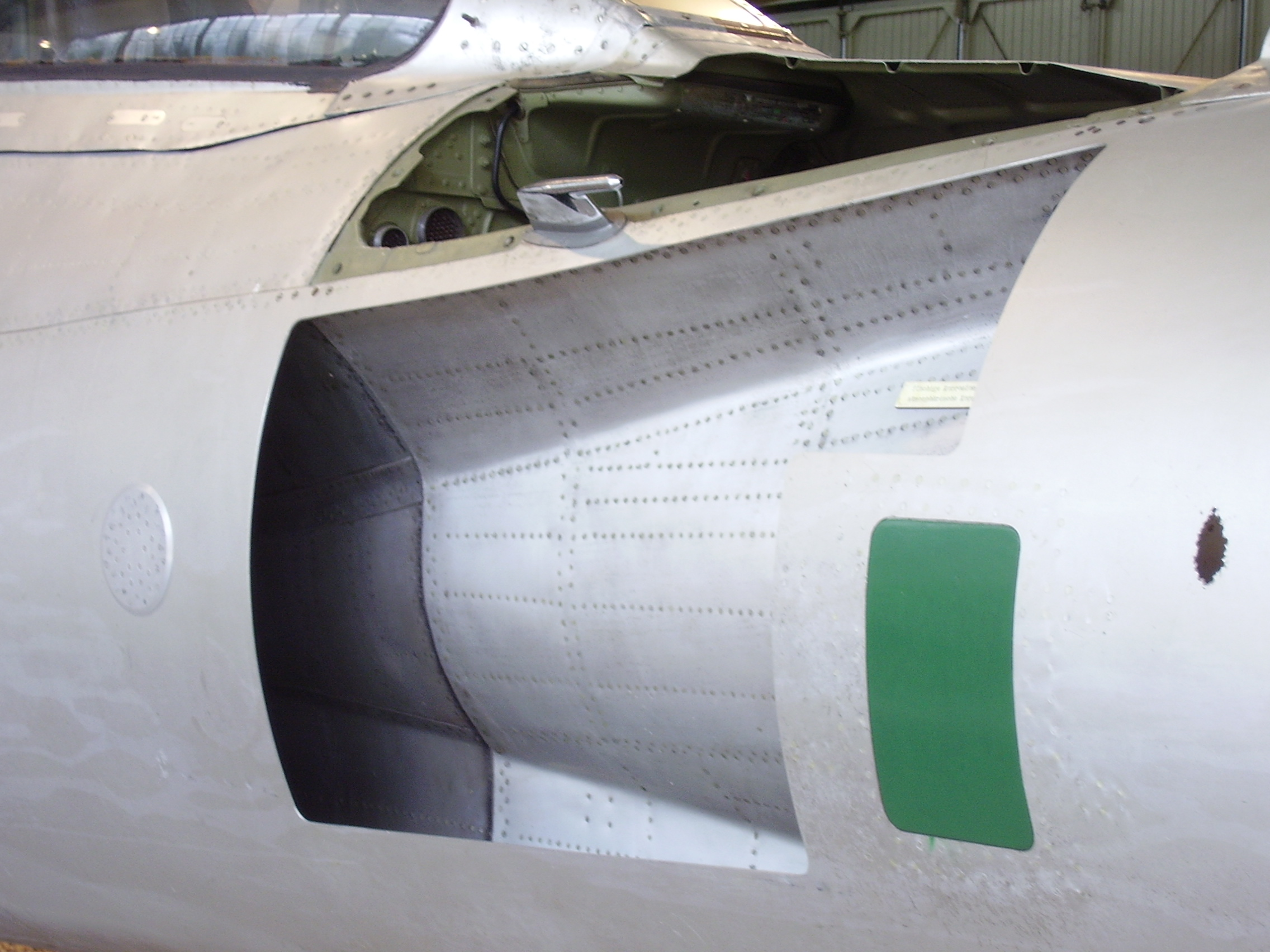
Struttura interna della presa d'aria a lato della sezione al di sotto del parabrezza

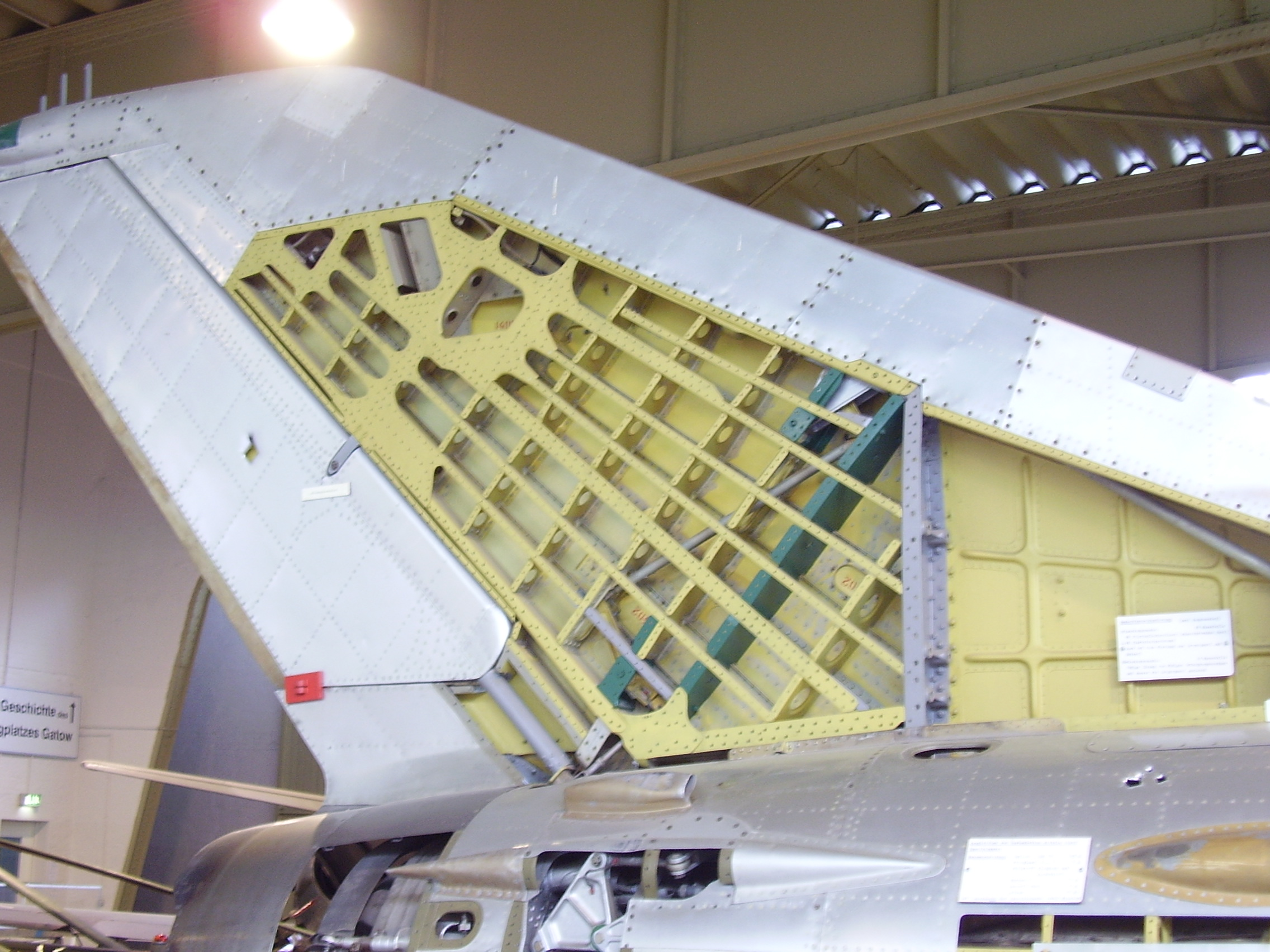
Struttura interna della deriva

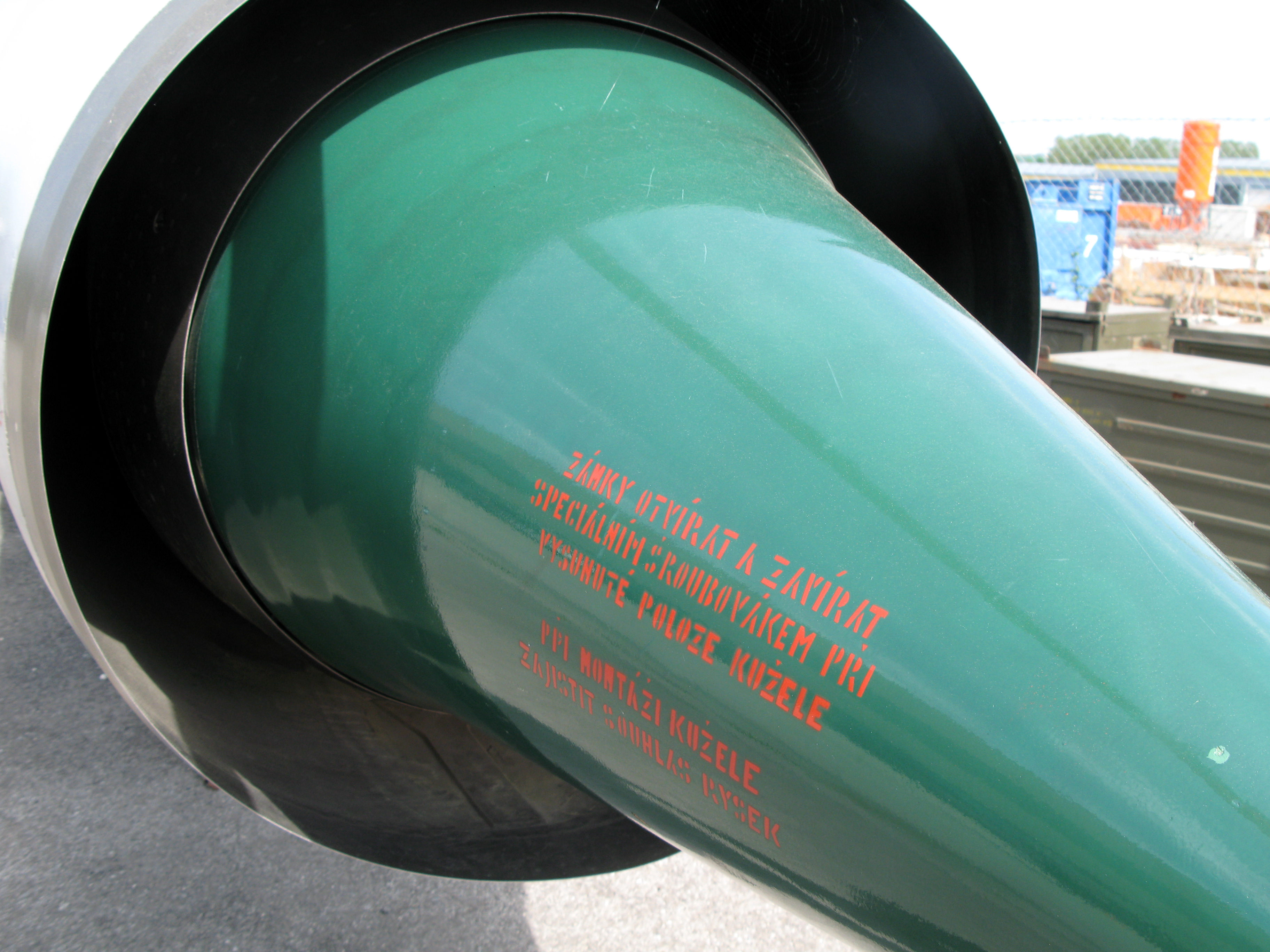
La spina centrale della presa d'aria: si noti la sottile feritoia per l'aspirazione dello strato limite posta immediatamente a valle dell'imbocco

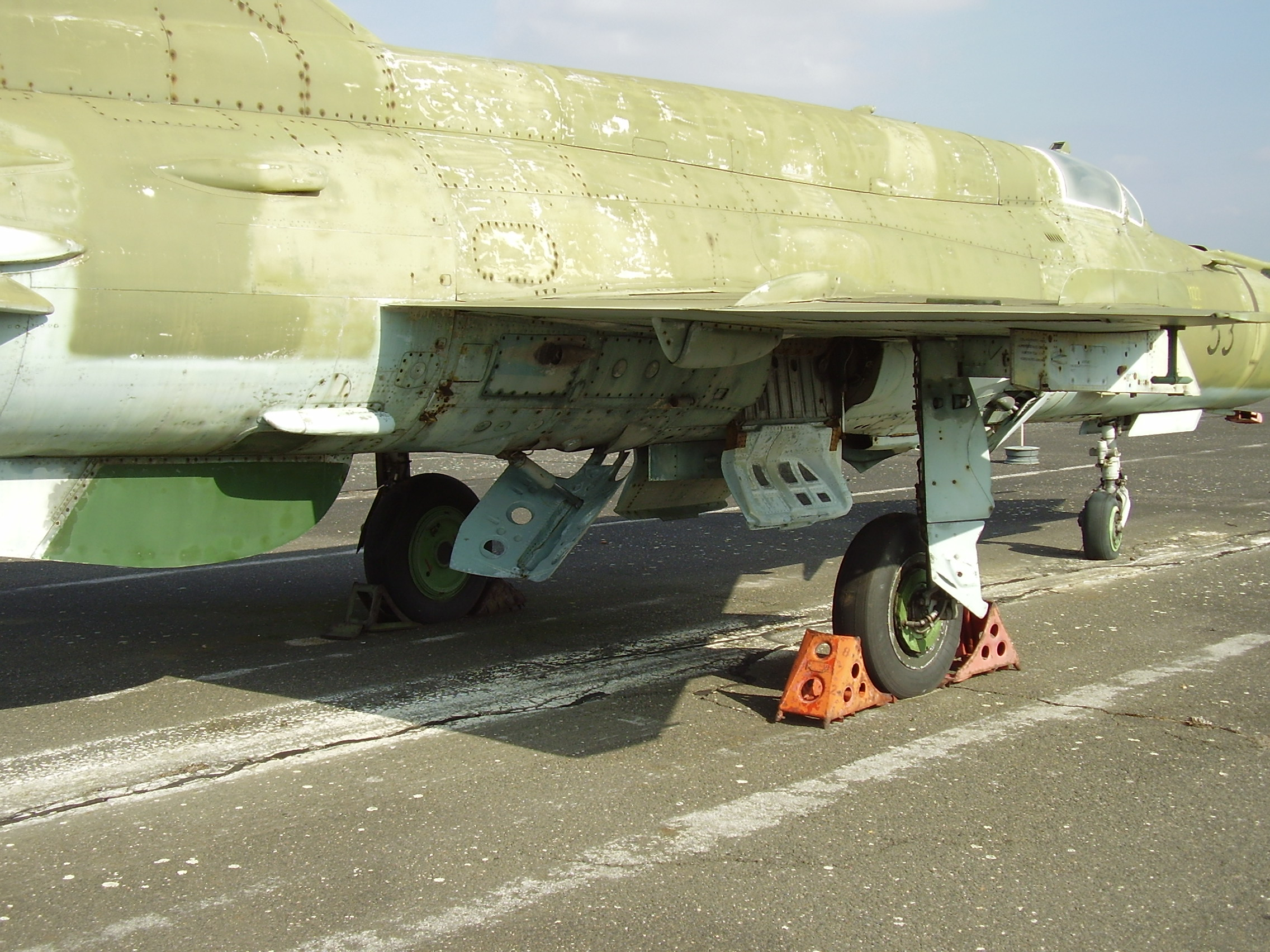
Arrangiamento del carrello triciclo del MiG-21 ed il freno aerodinamico ventrale di un MiG-21M conservato al Luftwaffenmuseum der Bundeswehr, Gatow, Berlino

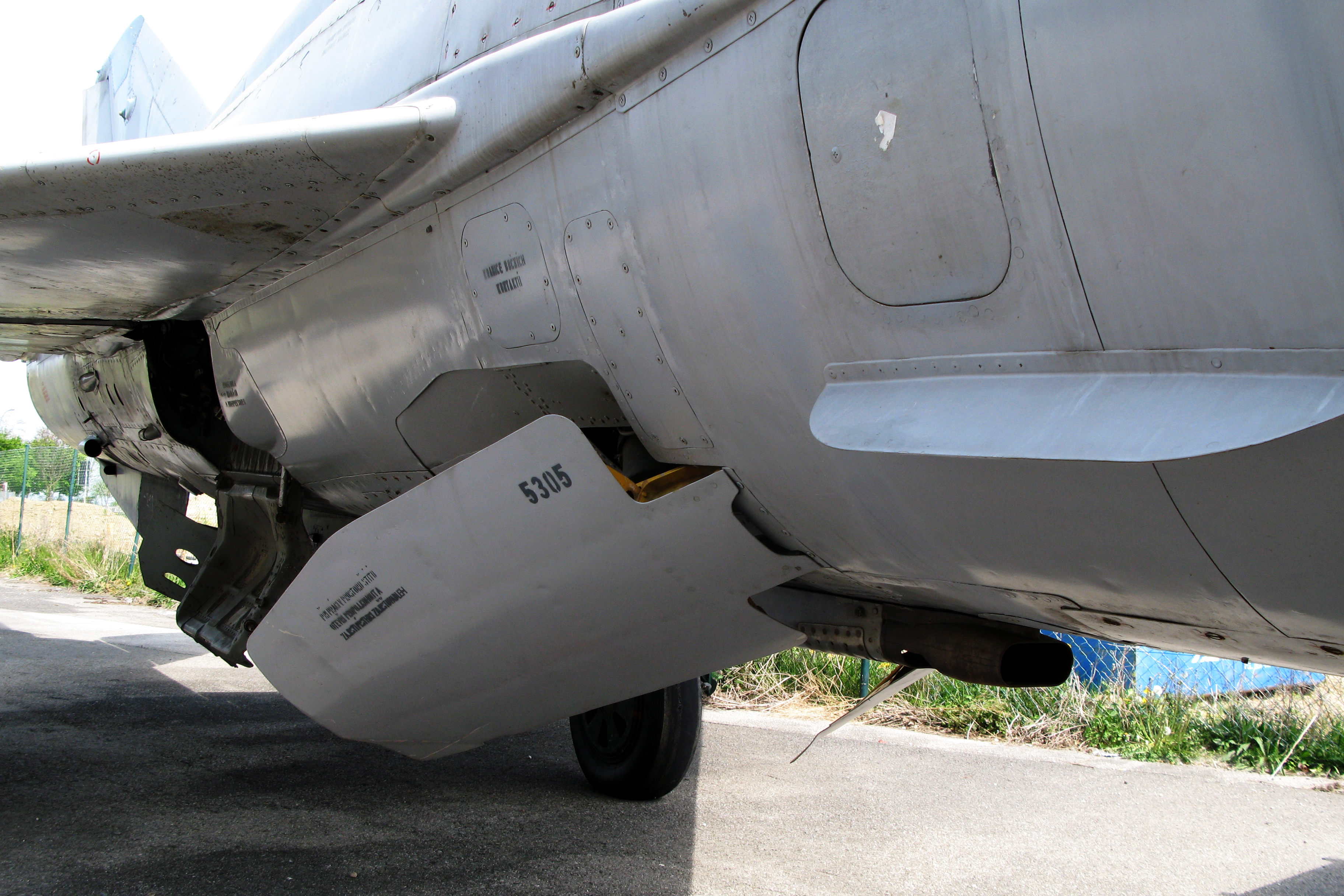
Uno dei due freni aerodinamici laterali

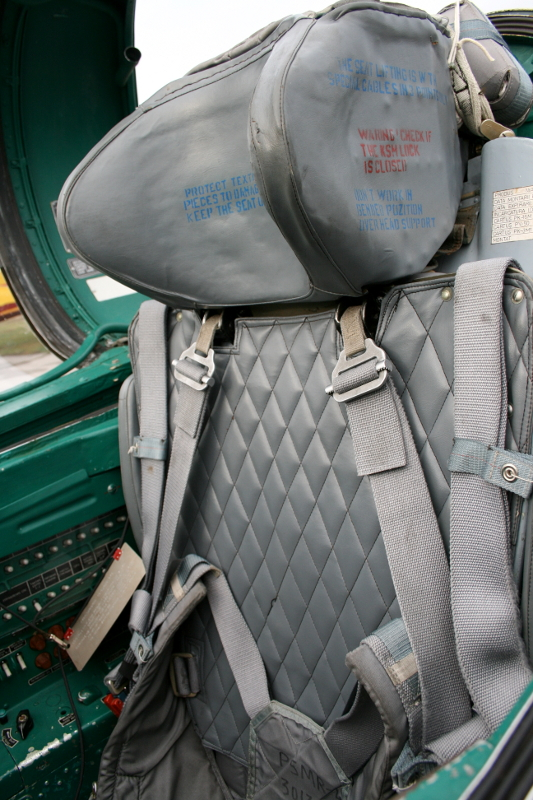
Particolare del seggiolino eiettabile KM-1

I MiG-21 della 1ª generazione hanno due aerofreni sotto la fusoliera, inutilizzabili se è trasportato il serbatoio ausiliario.
- Ye-1 - primo prototipo con Mikulin AM-5 ed ala a freccia.
- Ye-2 - secondo prototipo con Mikulin AM-9Ye ed ala a freccia.
- Ye-2A - terzo prototipo con Tumanskij R-11 ed ala a freccia.
- Ye-3 - prototipo in scala maggiore.
- Ye-4 - prototipo con Mikulin AM-9Ye ed ala a delta.
- Ye-5 - prototipo con Tumanskij R-11 ed ala a delta.
- Ye-6 Fishbed A - uno degli ultimi prototipi.
- MiG-21F Fishbed B (forsirovannij, potenziato) - intercettore diurno a corto raggio; primo modello di produzione di massa, ma pochi costruiti in URSS; costruito anche in Cina col nome di J-7 / F-7 (licenza di produzione dal 1961 primo volo nel 1966).
- MiG-21F-12 Fishbed C - esportati in Finlandia (prima consegna 6 aprile 1963).
- MiG-21F-13 Fishbed C - costruito anche in Cecoslovacchia dal 1962 per uso nazionale ed esportazione; sono stati venduti anche alla Cina che li produce con il nome di J-7 (per l'aviazione cinese) o F-7 (per l'esportazione) dal 1966 (i MiG-21F-13 cecoslovacchi e i J-7 cinesi sono stati esportati in Albania, Bangladesh, Iran, Iraq, Pakistan, Sri Lanka, Tanzania, Zimbabwe, alcuni dalla Cecoslovacchia alla Germania Est).
- MiG-21U Mongol A (uchebnij, addestratore) - addestratore biposto basato sul MiG-21F.
- MiG-21UM/US Mongol B (uchebnij modifikatsirovannij, addestratore modificato e uchebnij sduv progranichnogo sloya, addestratore con ipersostentatori soffiati) - dal 1962, addestratore biposto migliorato.

### 2ª generazione
I MiG-21 della seconda generazione presentano numerose modifiche: artiglieria rimossa, cono del diffusore più grande, doppi aerofreni anteriori, carrello modificato, motore potenziato e stabilizzatore più grande.
- MiG-21P Fishbed D (perehvatchik, intercettore): prima versione dell'intercettore ognitempo.
- MiG-21PF Fishbed D (perekhvatchik forsirovannij, intercettore potenziato): seconda versione dell'intercettore ognitempo.
- MiG-21PFV Fishbed D (perekhvatchik forsirovannij visotnij, intercettore potenziato d'alta quota): un MiG-21PF progettato per l'alta quota.
- MiG-21PFM Fishbed E (perekhvatchik forsirovannij modifikatsirovannij, intercettore potenziato migliorato): nuovo tettuccio, flaps più grandi, nuovo seggiolino eiettabile (KM-1).
- MiG-21PFS o  MiG-21SPS o MiG-21PMSPS Fishbed E (sduv progranichnogo sloya, ipersostentatori soffiati): PFM con ipersostentatori soffiati.
- MiG-21FL (forsirovannij lokator, migliorato da esportazione): macchina per l'esportazione in India (e poi altri Paesi) derivato dal MiG-21PF con radar R-2L e capacità di volo notturno.

### 3ª generazione
- MiG-21DP,  MiG-21PD o MiG-21DPD Fishbed G (doplnitelye podyomnye, podyomnie dvigatel o doplnitelye podyomnie dvigatel, motori portanti verticali) - dimostratore per la tecnologia VSTOL.
- MiG-21I - laboratorio volante per le prove sperimentali sull'ala del Tupolev Tu-144.
- MiG-21LSh - prototipo di un cacciabombardiere d'attacco al suolo senza coda.
- MiG-21R Fishbed H (razvedchik, ricognitore) - versione da ricognizione.
- MiG-21M Fishbed H (modifikatsirovannij, modificato) - versione del MiG-21SM da esportazione, motore Tumanskij R-11F2S-300 e radar RP-21.
- MiG-21RF Fishbed H (razvedchik forsirovannij, ricognitore potenziato)
- MiG-21S Fishbed J (Sapfir, zaffiro, indica il nome del radar) versione da intercettazione con radar RP-22, incorrettamente chiamata dagli occidentali MiG-21PFMA.
- MiG-21MT (modifikatsirovannij toplivo, modificato combustibile)
- MiG-21Sh (shturmovik, d'attacco)
- MiG-21SM Fishbed J (Sapfir modifikatsirovannij, Sapfir modificato): versione da intercettazione con motore Tumanskij R-13-300.
- MiG-21MF Fishbed J (modifikatsirovannij forsirovannij, modificato potenziato): versione M migliorata per l'esportazione con motore R-13-300 più potente, nuovo autopilota.
- MiG-21SMT Fishbed K  (Sapfir modifikatsirovannij toplivo, Sapfir modificato combustibile) - tentativo di migliorare la versione MF prodotto per l'URSS dal 1971 al 1972; aveva la fusoliera più grande per imbarcare più carburante, ma con effetti negativi per l'aerodinamica.

### 4ª generazione
- MiG-21bis (izdelye 75A) Fishbed L
- MiG-21bis (izdelye 75B) Fishbed N

Entrambe sono macchine totalmente riprogettate, migliorate nella struttura e nella resistenza, razionalizzate grazie alla progettazione di tutta l'area in base alle nuove esigenze operative, e non come aggiunta estemporanea di varie e nuove componenti. Il motore R-25 sostituisce il precedente R-13, con grande miglioramento delle prestazioni generali.

### Ultimi aggiornamenti
- MiG-21-93: aggiornamento proposto da industrie russe e, poi, eseguito (dal 1996 al 2007) su 125 MiG-21bis indiani, ridesignati MiG-21 bison.[4]
- MiG-21-2000 (1° volo 24 maggio 1995): aggiornamento eseguito dalle Israeli Military Industries per i MiG-21 della Cambogia e dello Zambia al costo di 1,5 - 3 milioni di dollari, con radar Eltra per il controllo del fuoco, nuovi strumenti di comunicazione, El-Op HUD, display per il controllo dei sistemi di volo, missili Python-3, bomba guidata al laser MBT Griffin. Anche i MiG-21 della Romania sono stati aggiornati dalla Elbit System israeliana alla fine del 1995 alla stessa versione, nota come "Lancer" (vedi sotto).
- MiG-21 Lancer: A partire dal 1993, la Russia non ha più fornito pezzi di ricambio per il MiG-23 e MiG-29 della Forza Aerea Rumena. Ciò, più la volontà di entrare nella NATO, spinse la Romania alla modernizzazione dei MiG-21 (più semplici e meno onerosi da mantenere) con Elbit System a standard moderni e compatibili con le procedure occidentali. Un totale di 110 MiG-21 sono stati modernizzati con la denominazione Lancer.[5] Al luglio 2017, solo 26 di essi sono operativi per la Roaf.[5] Possono utilizzare sia armamento occidentale e orientale, come missili R-60M, R-73, Magic 2, o Python-3. Essi saranno sostituiti da F-16 alla fine degli anni duemiladieci. Tutti ritirati nel 2023[6].

### Versioni cinesi
- J-7: MiG-21F costruito in Cina
- J-7II: nuovo modello totalmente cinese
- J-7III: ultimo modello totalmente cinese
- F-7B Skybolt: J-7II da esportazione
- F-7M Airguard

### Confronto tra le versioni principali
Tabella comparativa delle versioni principali
|                         | MiG-21F-13 Fishbed C                          | MiG-21PFM Fishbed E                           | MiG-21MF Fishbed J                            | MiG-21SMT Fishbed K                           | MiG-21bis Fishbed L                           |
| Tipo                    | caccia intercettore                           | caccia intercettore                           | intercettore/cacciabombardiere                | intercettore/cacciabombardiere                | intercettore/cacciabombardiere                |
| Equipaggio              | un pilota                                     | un pilota                                     | un pilota                                     | un pilota                                     | un pilota                                     |
| Progettista             | Mikoyan Gurevich                              | Mikoyan Gurevich                              | Mikoyan Gurevich                              | Mikoyan Gurevich                              | Mikoyan Gurevich                              |
| Costruttore             | OKB Mikoyan Gurevich (ОКБ Микояна и Гуревича) | OKB Mikoyan Gurevich (ОКБ Микояна и Гуревича) | OKB Mikoyan Gurevich (ОКБ Микояна и Гуревича) | OKB Mikoyan Gurevich (ОКБ Микояна и Гуревича) | OKB Mikoyan Gurevich (ОКБ Микояна и Гуревича) |
| Data ordine             |                                               |                                               |                                               |                                               |                                               |
| Data accettazione       |                                               |                                               |                                               |                                               |                                               |
| Primo volo              |                                               |                                               |                                               |                                               |                                               |
| Entrata in servizio     |                                               |                                               |                                               |                                               |                                               |
| Ritiro dal servizio     |                                               |                                               |                                               |                                               |                                               |
| Numero di esemplari     |                                               |                                               |                                               |                                               |                                               |
| Costo unitario          |                                               |                                               |                                               |                                               |                                               |
| Lunghezza               | 13,46 m                                       | 14,82 m                                       | 14,10 m                                       | 14,82 m                                       | 14,10 m                                       |
| Apertura alare          | 7,154 m                                       | 7,154 m                                       | 7,154 m                                       | 7,154 m                                       | 7,154 m                                       |
| Diametro fusoliera      |                                               |                                               |                                               |                                               |                                               |
| Freccia alare           |                                               |                                               |                                               |                                               |                                               |
| Altezza                 | 4,100 m                                       | 4,125 m                                       | 4,125 m                                       | 4,125 m                                       | 4,125 m                                       |
| Superficie alare        | 23,04 m²                                      | 23,04 m²                                      | 23,04 m²                                      | 23,04 m²                                      | 23,04 m²                                      |
| Carico alare            |                                               |                                               |                                               |                                               |                                               |
| Efficienza              |                                               |                                               |                                               |                                               |                                               |
| Allungamento alare      |                                               |                                               |                                               |                                               |                                               |
| Peso a vuoto            | 4 980 kg                                      | 5 180 kg                                      | 5 646 kg                                      | 5 700 kg                                      | 5 843 kg                                      |
| Peso carico             | 8 655 kg                                      | 7 750 kg                                      | 9 567 kg                                      | 10 100 kg                                     | 10 170 kg                                     |
| Peso massimo al decollo |                                               |                                               |                                               |                                               |                                               |
| Capacità combustibile   |                                               |                                               |                                               |                                               |                                               |
| Motore                  |                                               |                                               |                                               |                                               |                                               |
| Spinta                  |                                               |                                               |                                               |                                               |                                               |
| Velocità massima        | 2 125 km/h a 12 500 m                         | 2 175 km/h a 12 500 m                         | 2 175 km/h a 12 500 m                         |                                               | 2 175 km/h a 12 500 m                         |
| VNE                     |                                               |                                               |                                               |                                               |                                               |
| Velocità di crociera    |                                               |                                               |                                               |                                               |                                               |
| Velocità di salita      |                                               |                                               |                                               |                                               |                                               |
| Corsa di decollo        |                                               |                                               |                                               |                                               |                                               |
| Atterraggio             |                                               |                                               |                                               |                                               |                                               |
| Autonomia               | 1 400 km, 1 670 km con serbatoi esterni       | 1 370 km, 1 680 km con serbatoi esterni       | 1 200 km, 1 800 km con serbatoi esterni       |                                               | 1 900 km con serbatoi esterni                 |
| Raggio d'azione         |                                               |                                               |                                               |                                               |                                               |
| Tangenza operativa      | 19 000 m                                      | 19 000 m                                      | 18 000 m                                      |                                               | 17 500 m                                      |
| Mitragliatrici          |                                               |                                               |                                               |                                               |                                               |
| Cannoni                 |                                               |                                               |                                               |                                               |                                               |
| Bombe                   |                                               |                                               |                                               |                                               |                                               |
| Missili                 |                                               |                                               |                                               |                                               |                                               |
| Piloni                  |                                               |                                               |                                               |                                               |                                               |

## Altre caratteristiche tecniche
- Velocità massima a livello del mare (configurazione pulita): 1.300 km/h equivalenti a 1,06 Mach (MiG-21MF)
- Velocità di crociera: 885 km/h (MiG-21F-13)
- Velocità di salita: 183 m/s
- Autonomia di trasferimento: 1.800 km con tre serbatoi ausiliari (MiG-21MF, MiG-21bis)
- Tangenza pratica: 15.250 m
- Corsa di decollo: 800 m
- Carburante interno:
  - 2.650 l (3ª generazione)
  - 3.250 l (MiG-21SMT)
- Elettronica:
  - 1ª generazione: un radar telemetrico, autopilota KAP-2, IFF, RWR, comunicazione radio, nessun sistema di navigazione
  - 2ª generazione: sistemi elettronici secondari simili a quelli della 1ª generazione e in più un puntatore balistico per bombe a caduta libera, R-1L Spin Scan radar sul MiG-21PFS, radar RP-21 nei modelli più avanzati, radar R-2L nella versione PFV e FL.
  - 3ª generazione: radar RP-21, autopilota AP-155 (MiG-21MF)
  - 4ª generazione:  radar "Jay Bird"  (MiG-21bis)
  - Versioni cinesi:  radar telemetrico (non di controllo del fuoco) (J-7)

## Impiego operativo
Il MiG-21 è entrato in azione in vari conflitti, non sempre ottenendo grandi successi (anche a causa dello scarso addestramento dei piloti) ma dimostrandosi sempre molto versatile ed affidabile per la sua semplicità (dal freddo della Siberia e della Finlandia all'umidità del Vietnam e del centro dell'Africa fino al caldo torrido del deserto arabo, nord africano e afgano). Sicuramente è il velivolo moderno che ha combattuto il maggior numero di guerre nei più diversi teatri operativi e svolgendo una vasta gamma di missioni.
La mancanza di sofisticati sistemi elettronici non gli ha impedito di mettere a dura prova gli F-4 Phantom americani nei cieli del Vietnam del Nord (sui quali aveva la meglio in duello manovrato grazie alla sua agilità e maneggevolezza) assicurandosi un rapporto di scambio di 2 MiG-21 persi ogni F-4 abbattuto, che è il peggior rapporto nella storia postbellica delle forze aeree americane. In totale nella Guerra nel Vietnam, il principale banco di prova del MiG-21 contro i velivoli americani, 66 MiG sono stati abbattuti dagli F-4 e un paio anche dai B-52 (con le mitragliatrici di coda), considerando il periodo tra il 26 aprile 1965 e l'8 gennaio 1973. A questi andrebbero sommati i MiG-21 abbattuti dalla Marina USA (i cui piloti su F-4, ma soprattutto sull'agile Vought F-8 Crusader, ottennero un risultato leggermente migliore rispetto ai colleghi dell'USAF soprattutto nell'ultimissima fase del conflitto, quando il programma TOPGUN aveva iniziato a dare i primi frutti) e dai caccia dei Marines.

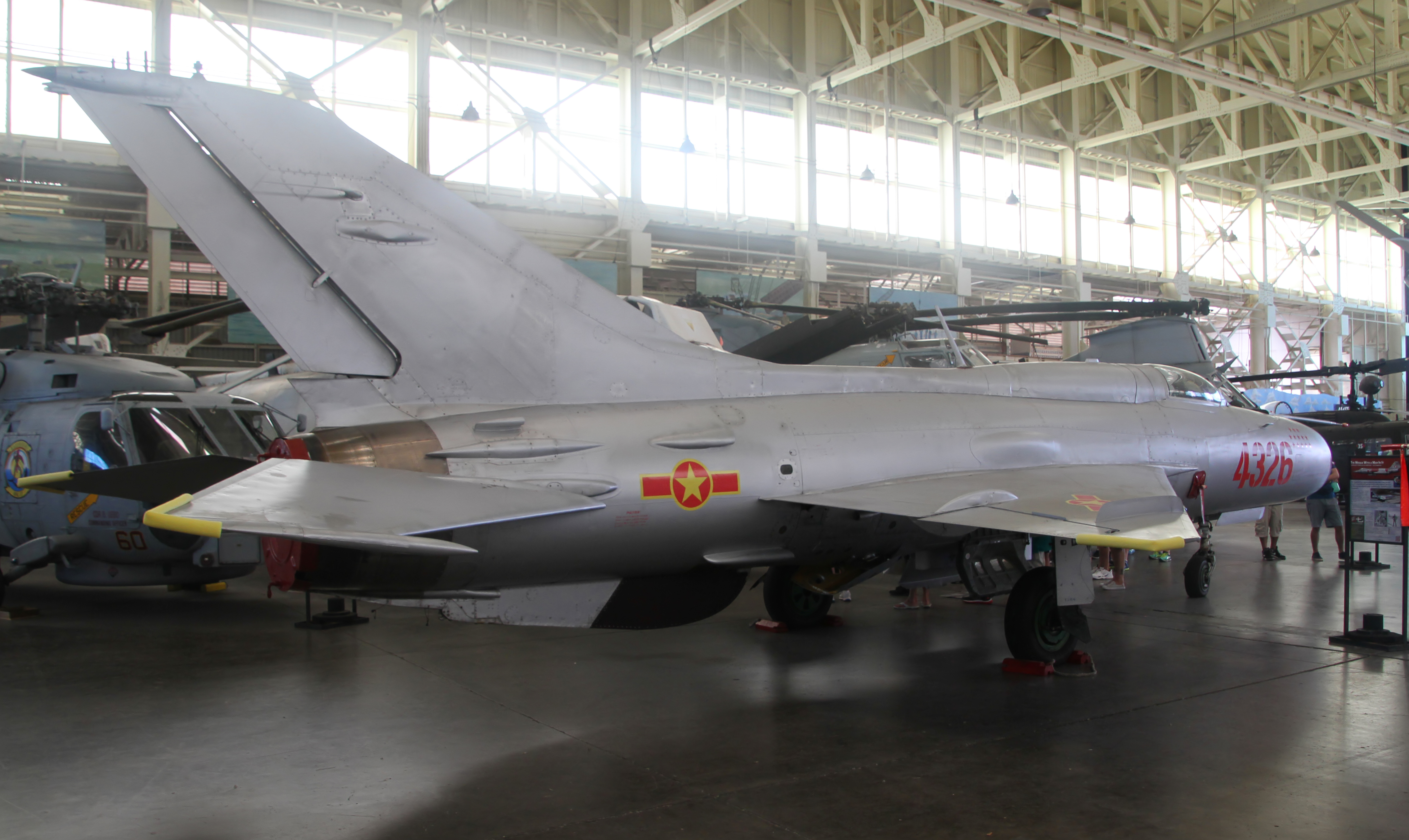
MiG-21 con le insegne dell'aeronautica nord vietnamita.

Il MiG-21 è stato anche capace di abbattere un F-14 Tomcat iraniano durante la guerra tra Iran e Iraq nel marzo del 1983.
Nella guerra tra l'Iraq e l'Iran, ha avuto un ruolo di primo piano ma il limitato raggio d'azione non lo rese realmente efficace a causa delle enormi distanze da percorrere lungo i confini e in profondità nel territorio conteso. Ha ottenuto diverse vittorie aeree e avrebbe potuto fare meglio se avesse avuto armi affidabili in suo possesso, cosa che all'inizio non avvenne.
L'aereo è stato impiegato in guerra anche da Cuba, Angola, Etiopia e India. Quest'ultima ne ha fatto un uso straordinariamente valido durante la guerra indo-pakistana del 1971, abbattendo vari F-104 e colpendo, con una serie di azioni devastanti, l'aeroporto di Dacca, che venne chiuso per i danni provocati dalle bombe da 500 chili sganciate in picchiata.
Nell'agosto del 1999 due MiG-21 indiani hanno abbattuto un ricognitore Breguet Atlantic pakistano, con missili R-60 o Matra R550 Magic.

### I MiG-21 siriani ed egiziani
Gli arabi fecero grande uso del MiG-21 contro gli israeliani nelle varie guerre combattute negli ultimi decenni. I siriani sono stati tra i principali utenti, impiegando il caccia estensivamente e perdendone un alto numero di esemplari. Nel 1982, F-15 ed F-16 ne distrussero circa 40, ma anche nella guerra del Kippur vi furono numerose perdite.

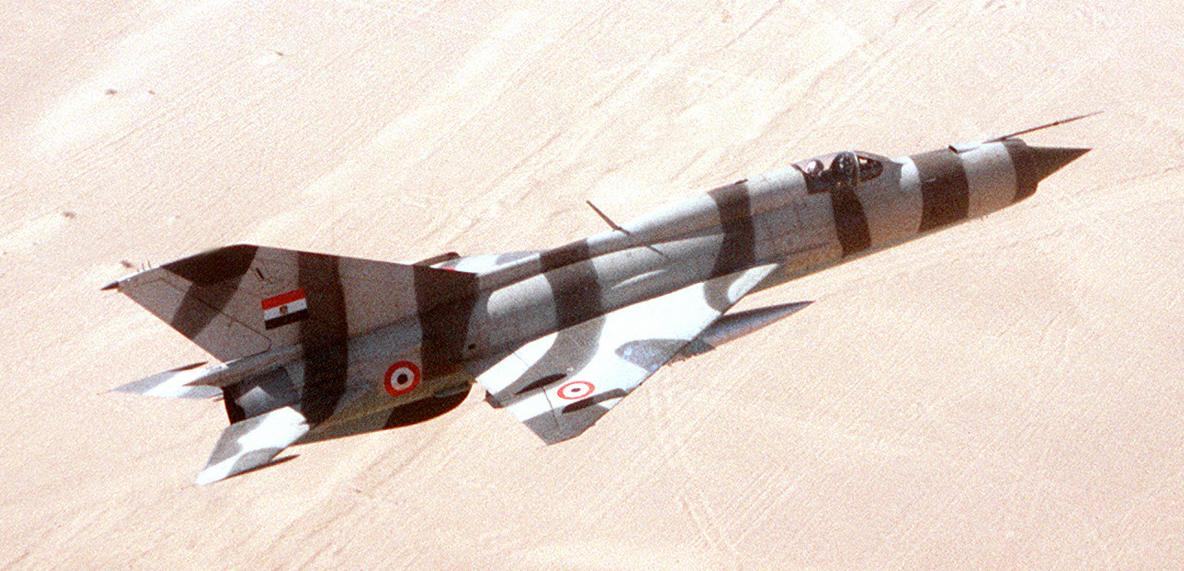
Un MiG-21PFM egiziano durante l'esercitazione Bright Star 82

Nel 1961 l'aviazione egiziana ordinò i MiG-21 per rimpiazzare i precedenti MiG-17 e MiG-19 nel ruolo di caccia intercettore. I piloti egiziani erano già abituati al volo supersonico sui MiG-19 (in forza all'Egitto dal 1958), ma il MiG-21 era il primo caccia da Mach 2 nell'aviazione egiziana.
Il MiG-21 sarebbe stato il principale caccia per l'Egitto per le due decadi successive. La propaganda egiziana ha accreditato al MiG-21 più del 97% delle vittorie aeree reali o rivendicate dall'Egitto nelle guerre tra Egitto e Israele tra il 1967 e il 1973 e quelle reali durante gli scontri con la Libia tra il 1977 e il 1979.
La prima versione ad entrare in servizio con l'al-Quwwat al-Jawwiyya al-Miṣriyya (forza aerea egiziana) è stato il MiG-21F-13 seguito nel 1964 dal MiG-21PF, capace di volo notturno.
Nonostante il MiG-21 fosse considerato un buon aereo dai piloti egiziani, c'erano comunque lamentele legate all'autonomia e al sistema d'arma del caccia sovietico. Nella guerra dei sei giorni del 1967 gran parte dei MiG-21 egiziani vennero distrutti al suolo, nonostante qualcuno sia riuscito a decollare per cercare di difendere le proprie basi dai cacciabombardieri israeliani. Sul campo d'aviazione di Hurghada dodici MiG-21, con l'aiuto di otto MiG-19, sorpresero gli incursori israeliani abbattendone tre senza subire alcuna perdita.
L'Egitto rivendica 36 vittorie aeree sulla Heyl Ha'Avir (aeronautica israeliana) con i MiG-21 durante quella guerra, la maggior parte con i cannoncini. I numeri sono esagerati o comunque non confermabili, ma gli israeliani subirono comunque 12 perdite in duelli aerei.
Dopo la devastante guerra per le aviazioni arabe, l'URSS rifornì l'Egitto di un gran numero di MiG-21, facendo rinascere l'aviazione egiziana.

Negli anni seguenti i MiG-21 egiziani furono impegnati nella protezione dello spazio aereo nazionale, soprattutto finché non fu pronta la muraglia egiziana di missili SAM. Quando i cacciabombardieri israeliani iniziarono a colpire in profondità sul territorio egiziano, il presidente dell'Egitto Gamal Abd el-Nasser chiese aiuto ai sovietici che mandarono diversi MiG-21MF e batterie di missili SA-3 in Egitto. Nel 1970 l'aviazione egiziana ricevette il MiG-21MF, decisamente più avanzato delle varianti precedentemente in forza all'Egitto. Molti di questi caccia erano quelli in forza all'aviazione sovietica passati all'Egitto.
Nel periodo tra il 1967 e il 1970 l'aviazione egiziana rivendicò l'abbattimento di più di 50 caccia israeliani ottenuti con i soli MiG-21. Durante questo periodo (chiamato in Israele "guerra d'attrito", in Egitto, più enfaticamente, "guerra per l'Egitto") alcuni piloti egiziani di MiG-21 diventarono assi: Ahmed Atif (il primo egiziano che avrebbe abbattuto un F-4 Phantom), Samir Mikael, Ali Wagdi, Hussein Samy e altri.
Nella guerra del 1973 (guerra del Kippur), i MiG-21 vissero giorni intensi; in questa occasione l'Egitto rivendicò l'abbattimento di almeno 90 caccia israeliani. Il 12 dicembre 1973, ci fu l'ultima battaglia aerea: avvenne nei cieli a nord del golfo di Suez, appena a Sud dell'entrata meridionale del canale. Qui un MiG-21 egiziano avrebbe abbattuto un F-4 israeliano durante alcune manovre in cui il MiG avrebbe lanciato entrambi i suoi missili R-3s (AA-2 Atoll), danneggiando gravemente l'F-4, per finirlo poi con raffiche di cannone; il pilota e il navigatore dell'F-4 sarebbero stati poi presi prigionieri.
L'aviazione israeliana ha sempre negato perdite in combattimento aereo dei suoi caccia (o comunque ne ha ammesse pochissime), creando un alone di invincibilità intorno ai suoi piloti, che in inferiorità numerica riuscivano ad abbattere numerosi MiG e tornare illesi con i loro caccia alla base. Il fatto che l'aviazione israeliana abbia conquistato la superiorità aerea nei cieli del Medio Oriente è incontestabile, ma bisogna ricordare che negli stessi anni, i medesimi caccia si stavano scontrando a qualche migliaio di chilometri ad est sui cieli del Vietnam, dove gli F-4 con equipaggi statunitensi (sicuramente all'altezza degli israeliani) chiuderanno la guerra con un deludente rapporto di 3 MiG distrutti per ogni F-4 perso in combattimento aria-aria (da notare che i tre abbattuti includono sia MiG-21 che i più vecchi MiG-17 e probabilmente qualche MiG-19). Da questo paragone, un certo numero di abbattimenti di aerei israeliani in quegli anni è da ritenere più che credibile, anche se forse non ai livelli delle rivendicazioni egiziane. Le notevoli capacità e la dedizione dei piloti israeliani, unita alla superiorità qualitativa dei loro mezzi, sono comunque indubbie: nel 1967 compirono missioni di bombardamento preventivo considerate un modello di guerra aerea. Nel 1973, combattendo in inferiorità numerica e riuscendo, dopo alcuni insuccessi iniziali, ad avere la meglio su caccia e SAM mobili arabi, mantennero nel complesso la superiorità aerea sul campo di battaglia.
Dopo la guerra, gli egiziani iniziarono a valutare un aggiornamento per i loro caccia: si propose anche di equipaggiare i MiG-21 con nuovi motori, ma l'idea venne scartata per problemi finanziari. Nel 1978 i MiG-21 egiziani furono aggiornati per essere equipaggiati con i missili AIM-9P Sidewinder.
Durante gli scontri tra Libia ed Egitto nel 1977, 6 caccia libici vennero abbattuti da MiG-21 egiziani mentre un MiG-21 egiziano venne abbattuto vicino a Tripoli da un SA-6 (al 2005 è probabilmente l'ultimo caccia egiziano perso in combattimento). Alla fine del 1979 un MiG-21MF (guidato dal maggiore Mohammad) segnò l'ultimo abbattimento dell'aviazione egiziana: un MiG-23MS libico.
All'inizio degli anni ottanta, i MiG-21 egiziani furono aggiornati con sistemi IFF e ECM.
All'inizio degli anni 2000, dei 320 inviati dall'Unione Sovietica, 24 MiG-21MF, 25 MiG-21PFM, 12 MiG-21R (questi destinati alla foto-ricognizione) ed un MiG-21U (addestratore biposto) erano in servizio e l'aviazione egiziana aveva piani per ristrutturarli ed aggiornarli.
In servizio con l'aviazione egiziana ci sono state anche le varianti MiG-21F-13, PF, MF, RM, UM.

### Il MiG-21 catturato da Israele

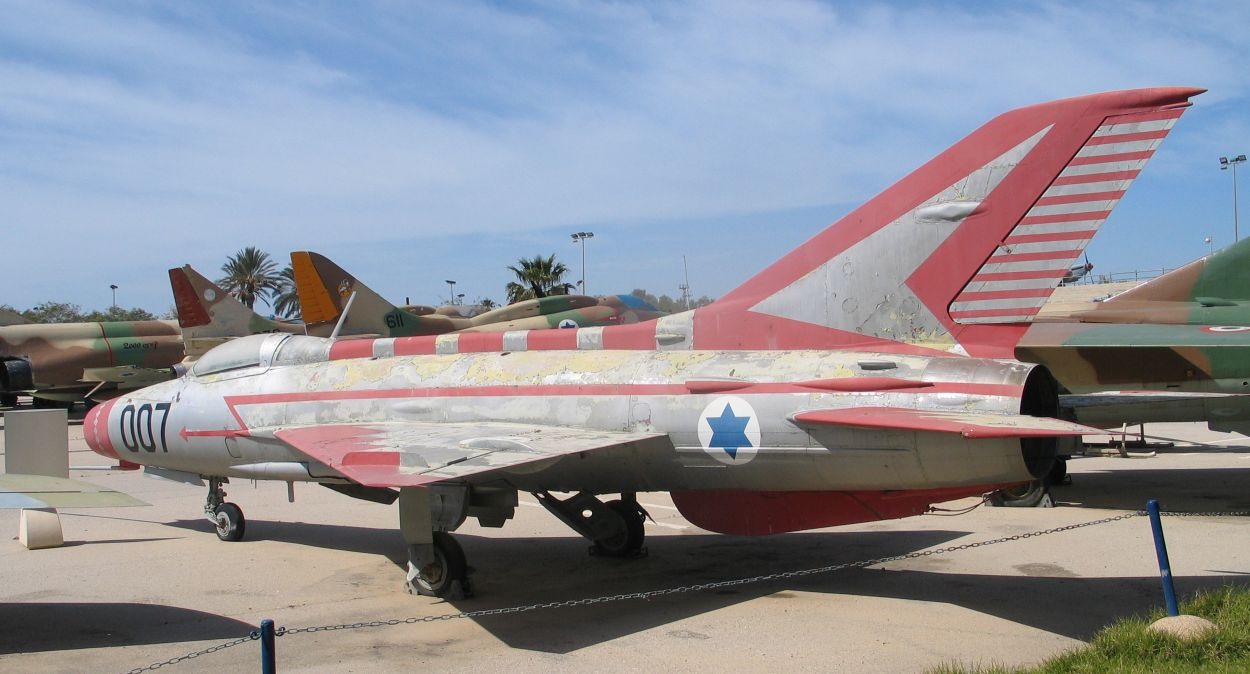
Il MiG-21F-13 iracheno, Museo dell'aeronautica di Hatzerim (Muzeyon Heyl ha-Avir), deserto del Negev.

Sin dall'estate del 1963 Israele cominciò ad interessarsi al MiG-21, dato che l'ultima versione di quel periodo era stata venduta dai sovietici a Egitto, Siria ed Iraq. Il Mossad aveva già tentato, senza successo, di impossessarsi di un MiG, data la necessità di analizzare le capacità, all'epoca praticamente sconosciute, del nuovo caccia che avrebbe sfidato i suoi Dassault Mirage III.
Il Mossad provò, attraverso Jean Thomas, un agente residente in Egitto, a contattare un pilota da caccia egiziano ma senza successo. Quest'ultimo e due complici furono impiccati nel dicembre del 1962, mentre altri componenti della rete spionistica furono condannati a pene detentive. Successivamente furono contattati anche piloti iracheni in addestramento negli Stati Uniti, anche questo tentativo però fallì.
Finalmente un pilota iracheno, Munir Radfa, si mise in contatto con rappresentanti israeliani a Teheran (Iran). Il pilota comandava un piccolo reparto da caccia, dotato di MiG-21, vicino a Kirkuk, dalla quale effettuava missioni d'attacco contro i ribelli curdi. Dato che era cristiano i suoi serbatoi non venivano mai riempiti più dello stretto necessario. Infatti i suoi superiori non si fidavano di lui e questi si sentiva frustrato.
Così il 16 agosto 1966 il MiG-21 iracheno atterrò in Israele guidato dal disertore, mentre la stessa mattina i parenti più stretti del pilota furono espatriati attraverso l'Iran, con l'aiuto di guerriglieri curdi. Il velivolo fu sottoposto a numerose prove di volo e fatto portare in aria dai migliori piloti della IAF che ne impararono a conoscere i limiti e i punti di forza; in particolare notarono che il MiG-21 non era l'apparecchio ideale per volare a bassa quota ad alta velocità. Tutte le informazioni che i piloti riuscirono a raccogliere dal MiG-21 iracheno catturato servirono per la vittoria nella Guerra dei Sei Giorni dell'anno successivo, dovuta appunto anche alle vittorie aeree della IAF sui MiG. Qualche mese dopo la cattura il MiG venne spedito negli USA. La macchina, con il codice "007", venne usata poi come caccia intercettore a sostegno dei Mirage e nel maggio del 1968 partecipò alla parata aerea della "giornata dell'indipendenza delle IDF". Oggi si trova nel museo dell'aeronautica di Hatzerim, presso Be'er Sheva.

### I MiG-21 negli Stati Uniti d'America

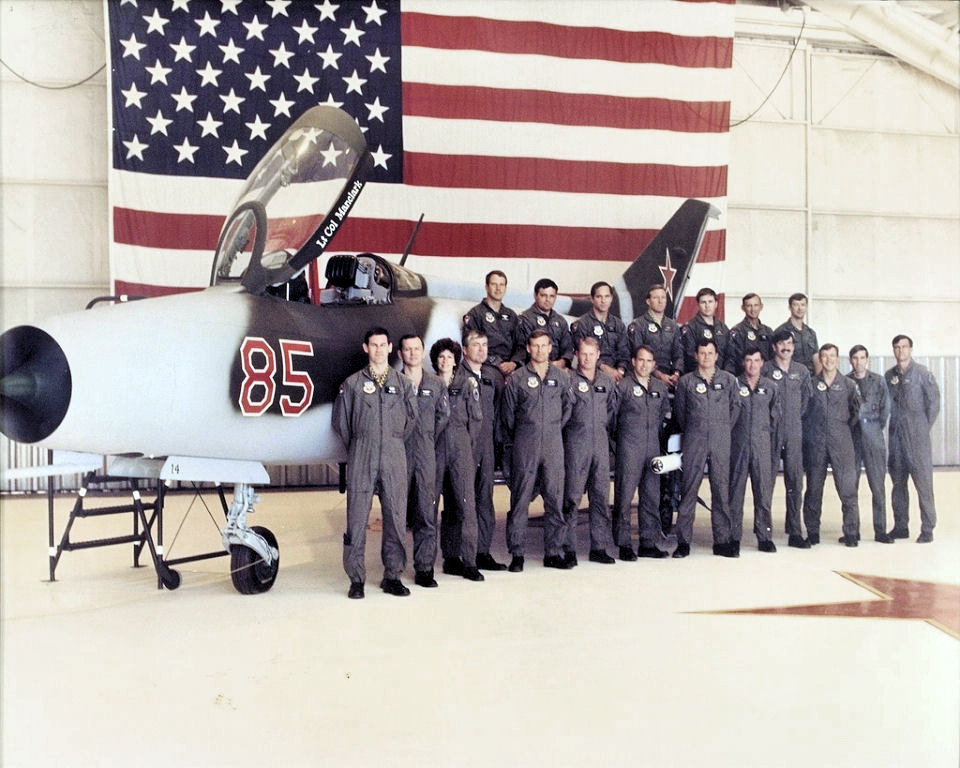
Il MiG-21F-13 dietro i membri del 4477th Tactical Evaluation Squadron

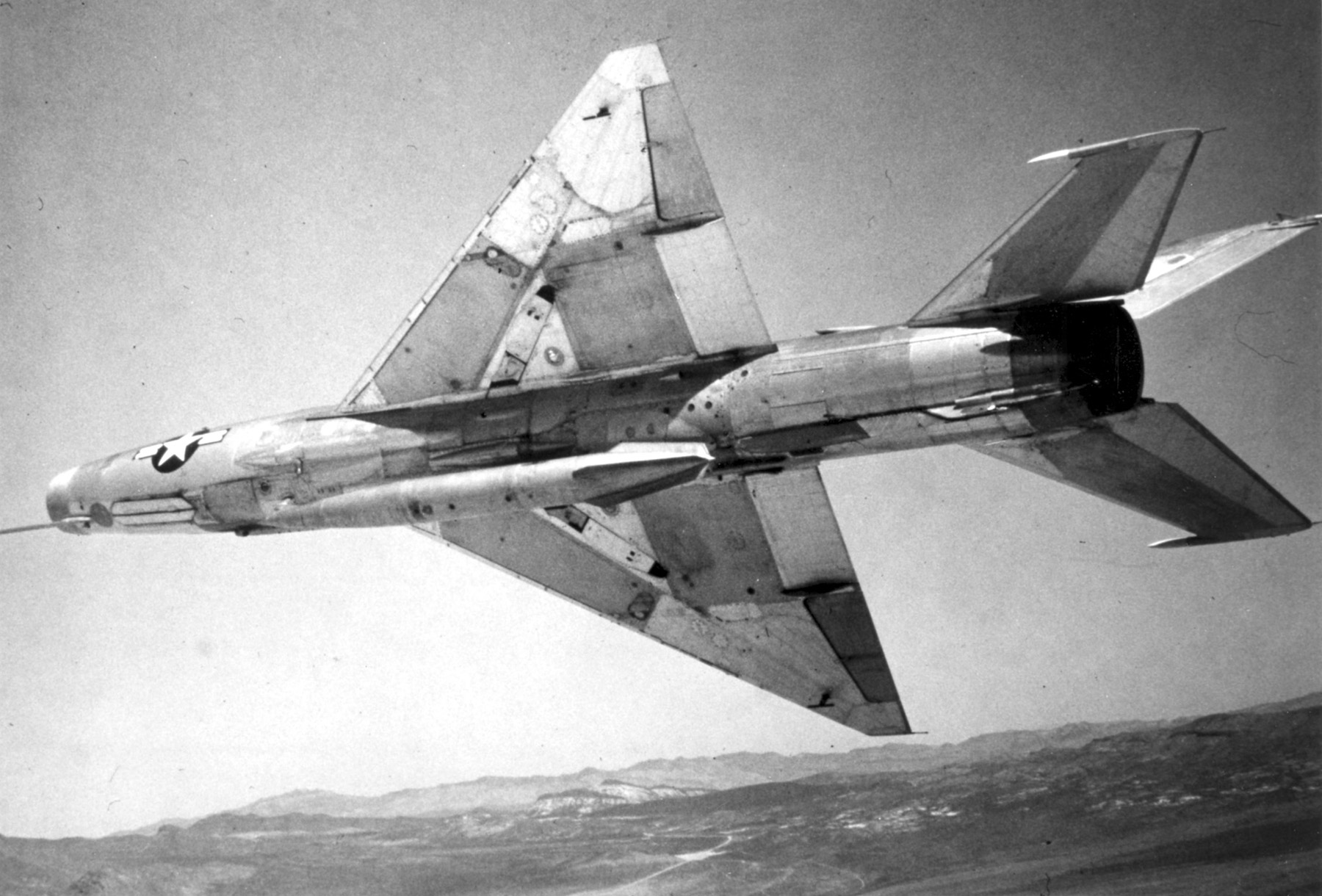
Il MiG-21F-13 con i distintivi dell'Aeronautica degli Stati Uniti

Gli Stati Uniti d'America hanno comprato alcuni MiG-21 (rinominati YF-110) tramite il Foreign Materiel Acquisition/Exportation per studi ed addestramento al combattimento contro velivoli sovietici; è molto probabile che tutti gli esemplari si trovino nella base aerea di Nellis.

### Il programma rumeno Lancer
Tra il 1962 ed il 1975, la Romania ricevette varie versioni del MiG-21. Furono consegnati, infatti, due dozzine di MiG-21F-13, 38 MiG-21PF, 56 MiG-21PFM, 12 MiG-21R, 68 MiG-21M e 74 tra MiG-21MF e MiG-21MF-75, 7 tra MiG-21U400 e MiG-21U600, 11 MiG-21US e 32 MiG-21UMS. 
Negli anni novanta erano ancora circa 200 gli aerei in servizio e fu deciso di aggiornare 110 macchine in base al programma "Lancer".
L'israeliana Elbit System si aggiudicò il contatto di ammodernamento di questi vecchi monomotori a delta, simbolo della guerra fredda, con la collaborazione dei centri di assistenza tecnica e manutenzione della forza aerea e della locale Aerostar Bacau.
II prototipo volò il 22 agosto 1995 per 37 minuti. Il programma era noto presso la difesa romena come DD Program, in memoria del poeta romanziere e pilota militare Doru Davidovici, morto nell'aprile del 1989 in un incidente aereo a bordo del suo MiG-21UM. Furono scelti i 110 Fishbed con il minor numero di ore di volo sulla cellula che vennero totalmente ricondizionati a livello strutturale e aggiornati con nuovi sistemi. La caratteristica unica del "Lancer" è la capacità di impiegare pariteticamente armamenti di produzione orientale e occidentale.
Essendo state usate varie versioni di MiG-21, vi erano molte differenze, soprattutto nel motore (R-11, R-13 ed R-25), ma anche nell'organizzazione dell'interno e della cabina e nell'impianto elettrico.
II programma di upgrade fu suddiviso in tre sottoversioni: 71 "Lancer-A" da attacco al suolo furono ricavati per riconversione di 34 MiG-21M, sette MiG-21MF-75 e 30 MiG-21MF, consegnati dal 1997 al 2000. Nel 1997 ne furono consegnati 20, seguiti da 34 nel 1998, altri 13 nel 1999 e gli ultimi quattro nel 2000. La prima unità a riceverli fu sulla base di Bacau, il 25 marzo 1997; il 15 aprile di quell'anno presero il via i test in volo e il primo squadron fu dichiarato operativo l'8 maggio successivo.

### Lancer-A
Il "Lancer-A" era equipaggiato con un nuovo schermo multifunzione a colori, un sistema di navigazione LISA-4000EB, un nuovo Head-up Display Elop 921 della Elbit Systems Electro-Optics, comandi concentrati su cloche e manetta (HOTAS, Hands On-Throttle and Stick) e radar Elta EL/M-200113. Un nuovo identificatore amico/nemico (IFF) Plessey fu usato per rimpiazzare il vecchio transponder IFF SRZO-2 per garantire la compatibilità con lo standard NATO IFF Mk.10.
Ora veniva garantito al pilota un sostanziale aiuto alla navigazione, soprattutto in condizioni meteo avverse, offrendo piena compatibilità VOR (VHF Omnidirectional Range), ILS (Instrumental Landing System) e DME (Distante Measuring Equipment) grazie a un ricevitore VOR/ILS KNR-634A e un transponder DME KDM-706A.
È stato introdotto, infine, un visore per la gestione dei sistemi d'arma e l'identificazione dei bersagli integrato nel casco Elbit DASH (Display And Sight Helmet). 
La livrea del "Lancer-A" ha un camouflage a due toni verde e marrone con la parte inferiore celeste.

### Lancer-B
Per l'addestramento dei piloti, inizialmente 10 MiG-21UM furono convertiti alla variante "Lancer-B", seguiti da altri quattro e dotati dello stesso radar e della stessa colorazione del "Lancer-A". I primi due esemplari furono consegnati nel 1997, seguiti da altri due nel 1998, uno nel 1999, due nel 2000, due nel 2001 e gli ultimi 5 nel 2002.

### Lancer-C
Il “Lancer-C” è la variante da difesa aerea, il cui prototipo ha volato per la prima volta il 26 novembre 1996. Questo intercettore è stato ricavato dalla conversione di 25 MiG-21MF75. Durante i test condotti dalla Aerostar, però, un esemplare andò distrutto, così la forza aerea mise a disposizione una 26a cellula (questa volta un MiG-21MF) per compensare la perdita. La variante da caccia è immediatamente riconoscibile per la livrea grigio scuro, con la parte ventrale celeste, il primo esemplare fu consegnato nel 1997, seguito da altri due nel 1998, tre nel 1999, tre nel 2000, dodici nel 2001 e cinque nel 2002. Ad aprile del 2003 fu annunciato in via ufficiale il completamento dell'intero programma “Lancer”. 
La variante da intercettazione “Lancer-C“ monta un radar Elta EL/M-2032, che può essere impiegato anche per missioni aria-superficie ma presenta un maggior orientamento verso il combattimento aria-aria grazie alla capacità di agganciare molteplici bersagli simultaneamente su una distanza fino a 65 km. Come le altre versioni dell’upgrade, anche questa adotta un nuovo computer multifunzione, casco-visore DASH, HUD, HOTAS, sistema di navigazione ibrido (HNS), ILS/VOR/DME, un computer di gestione dei dati di volo Marconi, radio VHC/UHF ARC-430 e ARC-436, RWR (Radar Warning Receiver, ricevitore di allarme radar), autoprotezione mediante lanciatori di chaff/flare, registratore dei dati di volo e un transponder lFF compatibile NATO. 
La possibilità di impiegare una gamma molto ampia di munizionamento, comprendente armi di concezione orientale e occidentale, ne fa un aereo estremamente versatile. I punti d’attacco subalari possono ospitare bombe non guidate, a guida laser e a guida infrarossa; per l’illuminazione de bersagli Viene impiegato un pod Rafael LLD (Litening Laser Designator) mentre per missioni di ricognizione può essere installato l'Elbit/Aerostar ARP (Airborne Reconnaissance Pod). Da parte sua il pod per contromisure elettroniche Elta EL/L-8222R ha dato prova di grande efficacia durante l’esercitazione ELITE (Electronic Warfare Live Training Exercise) dedicata alla guerra elettronica, svolta sulla base tedesca di Lechfeld nel 2007. 
Tra i missili aria-aria possono essere impiegati gli R-73 (AA-11 “Archer") ed R-60 (AA-8 "Aphid”) di concezione sovietica.

## Utilizzatori

### Militari

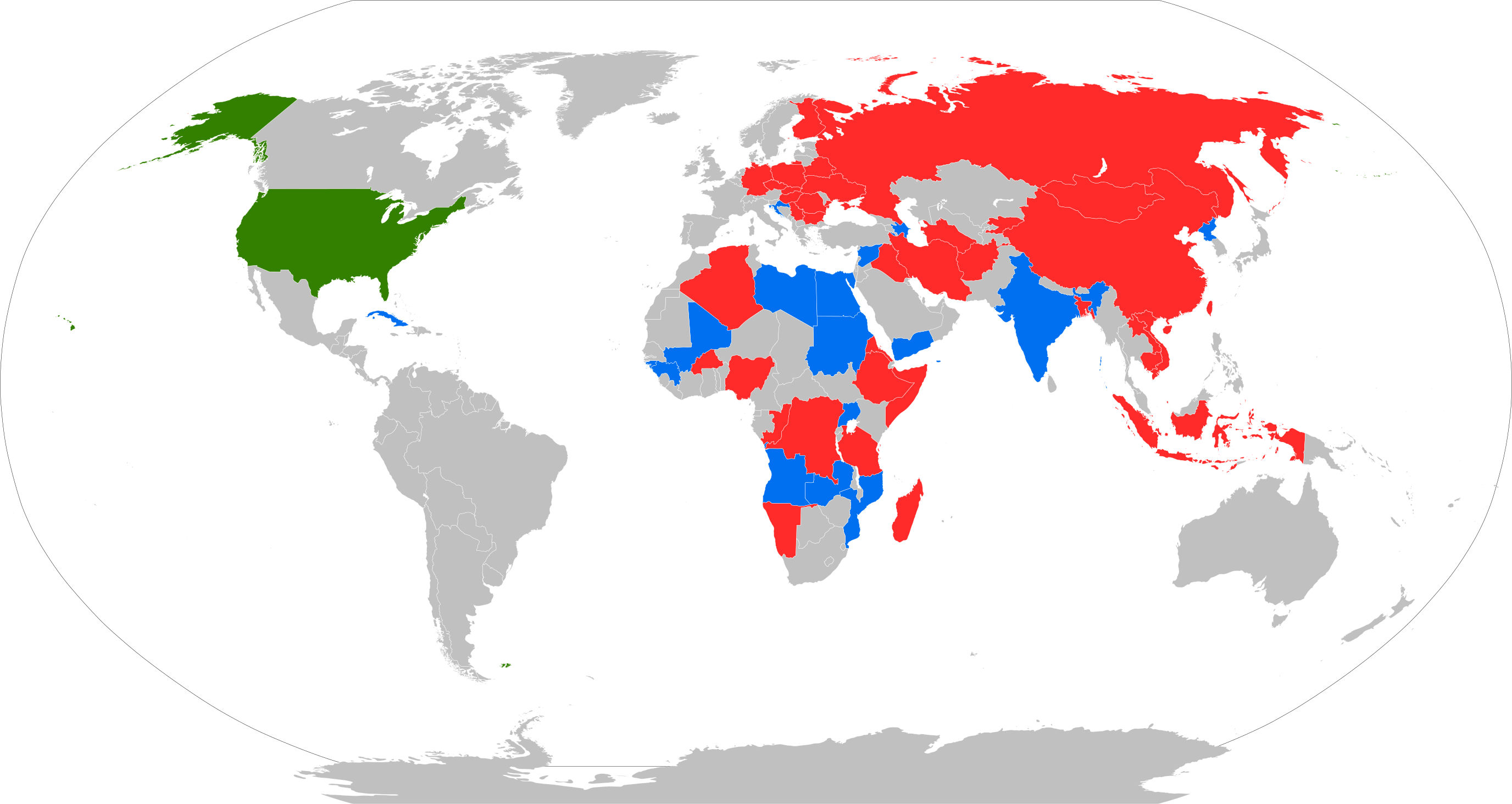
Nazioni che utilizzano (blu), che hanno utilizzato (rosso) o che hanno utilizzato esemplari catturati (verde) di MIG-21

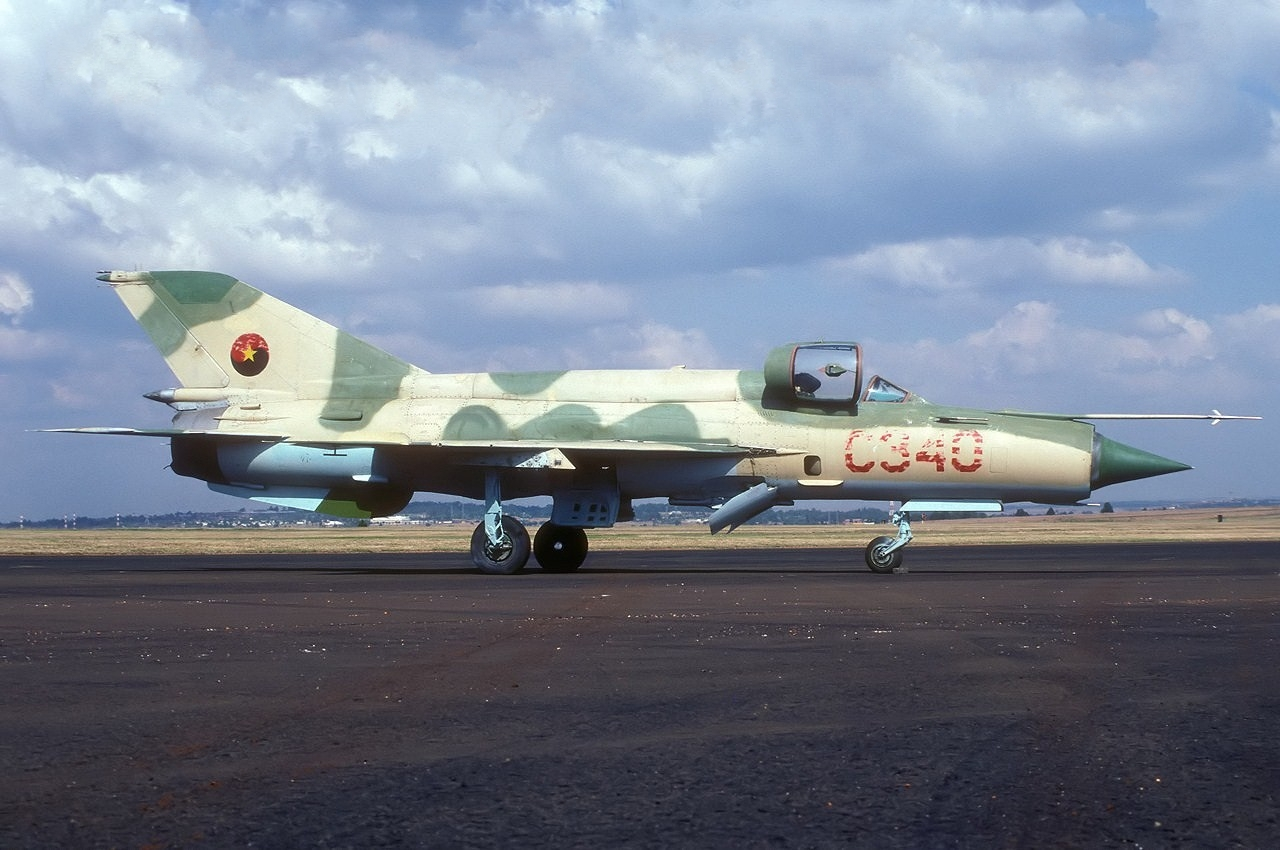
Un MiG-21 dell' Angola.

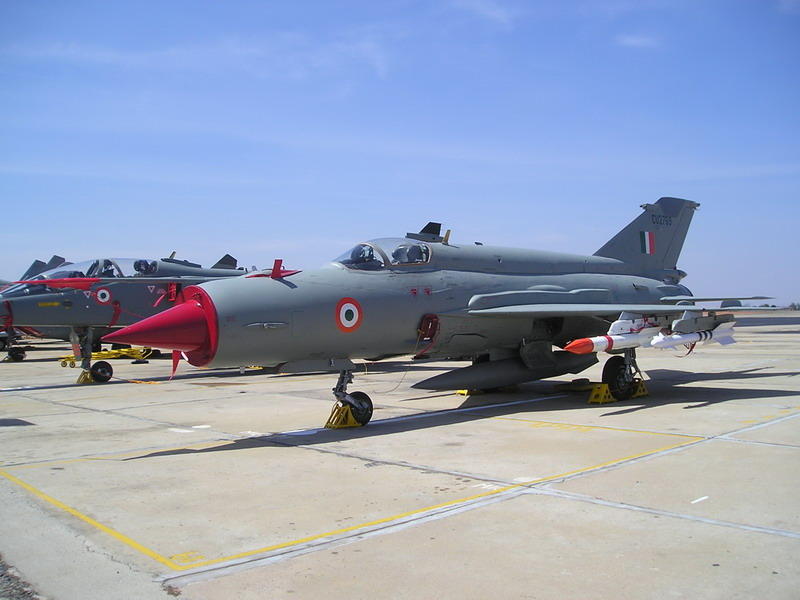
Un MiG 21 Bison indiano

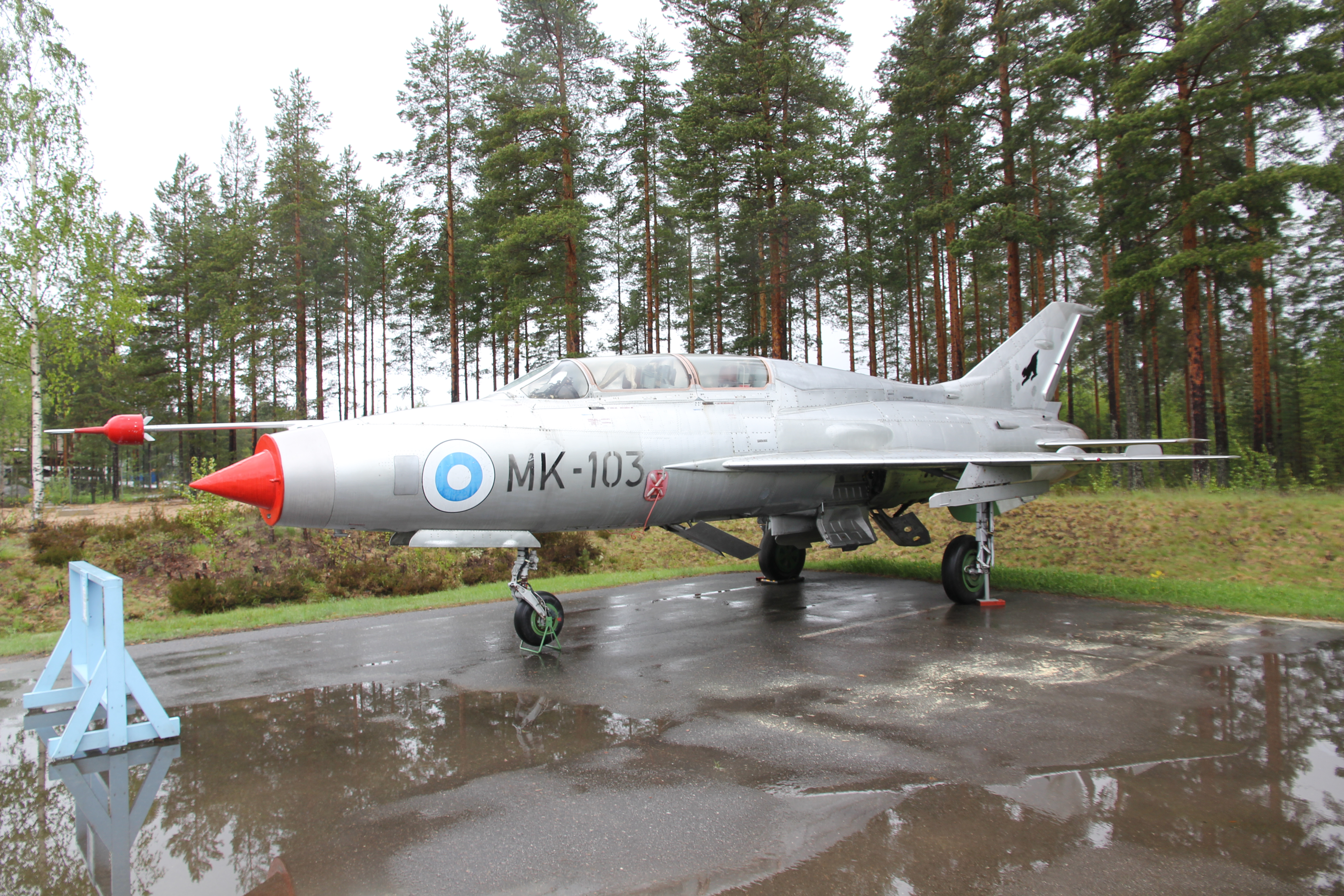
Un MiG-21U

Il MiG-21 è stato impiegato in più di 50 paesi.

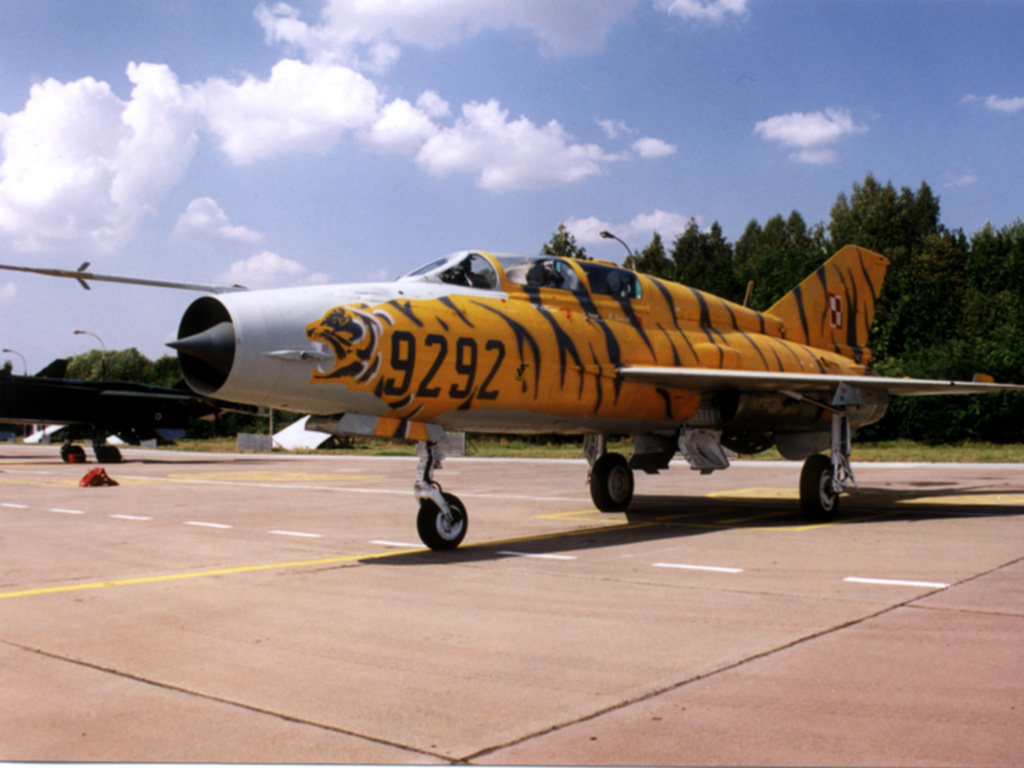
Biposto MiG-21UM polacco nel 2002 al Radom Air Show di Radom

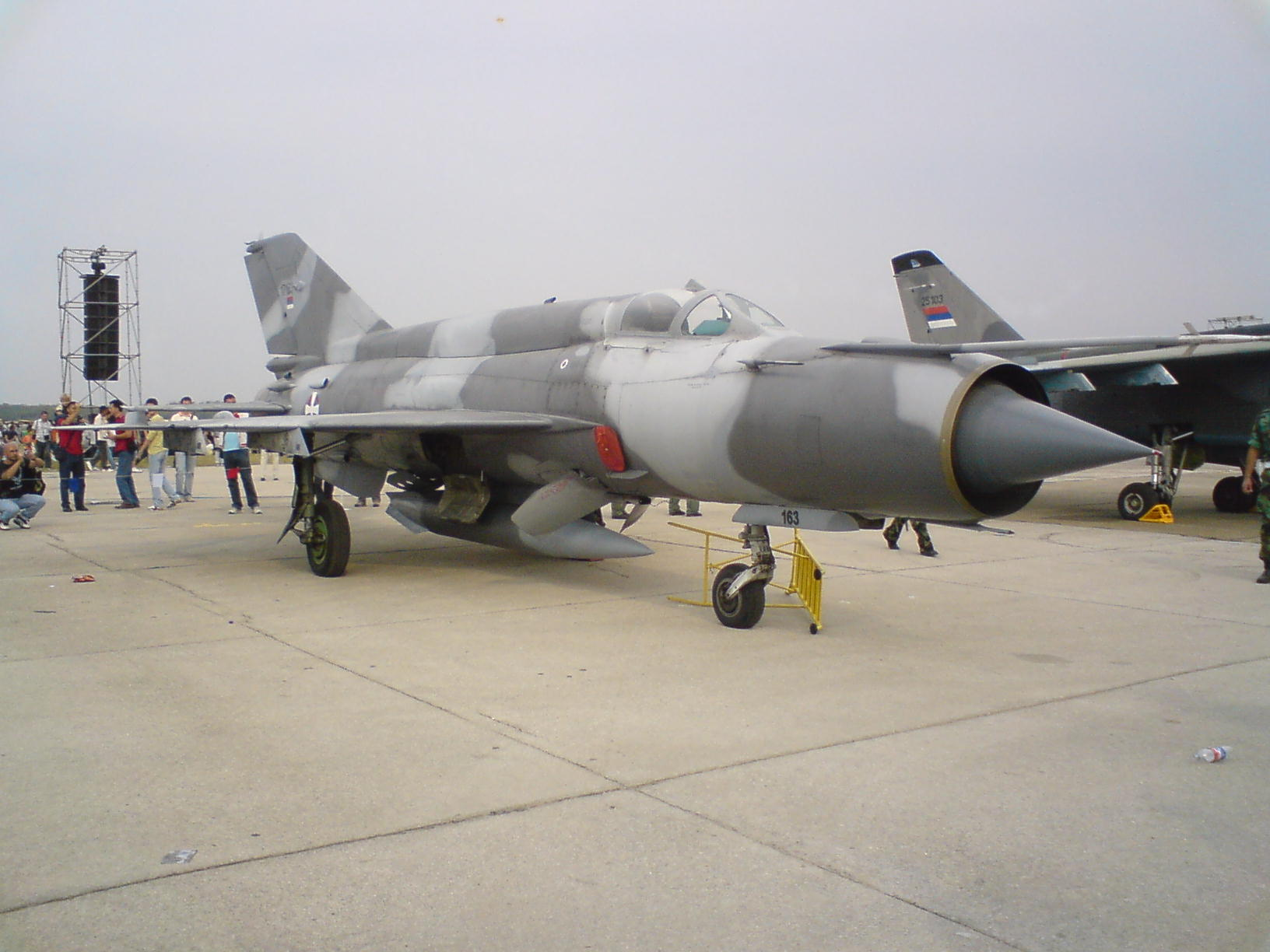
Un MiG-21bis serbo

Un MiG-21 bulgaro in rullaggio nella base aerea di Graf Ignatievo durante un'esercitazione congiunta con la US Air Force

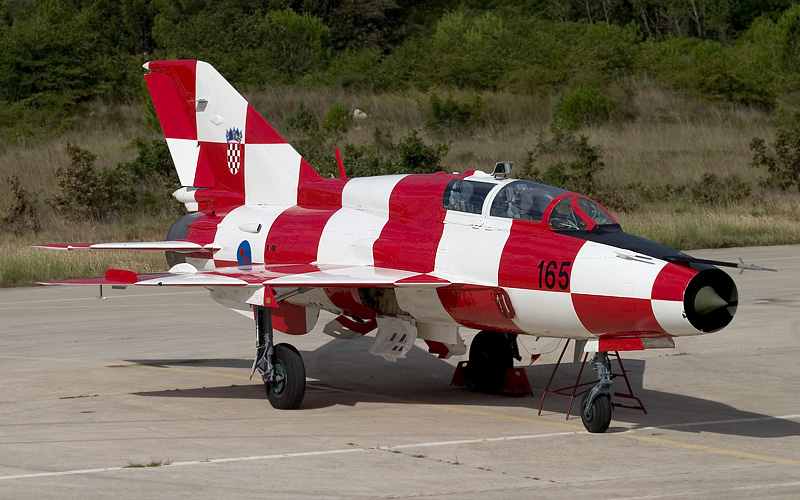
Un MiG-21 UMD croato

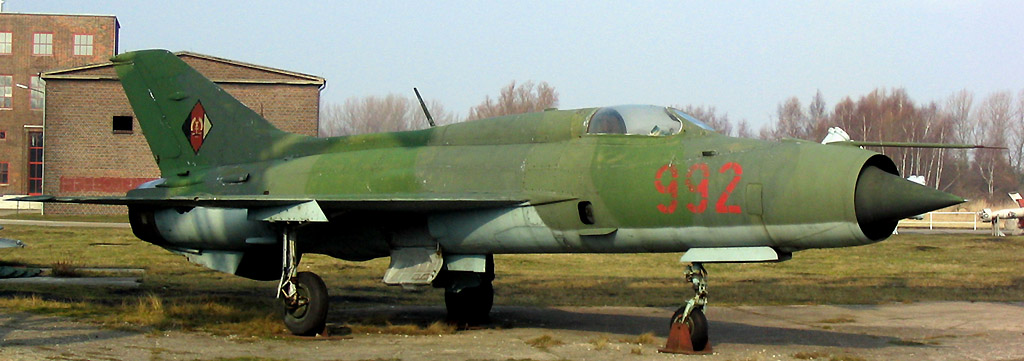
MiG-21PFM dell'aviazione della Repubblica Democratica Tedesca

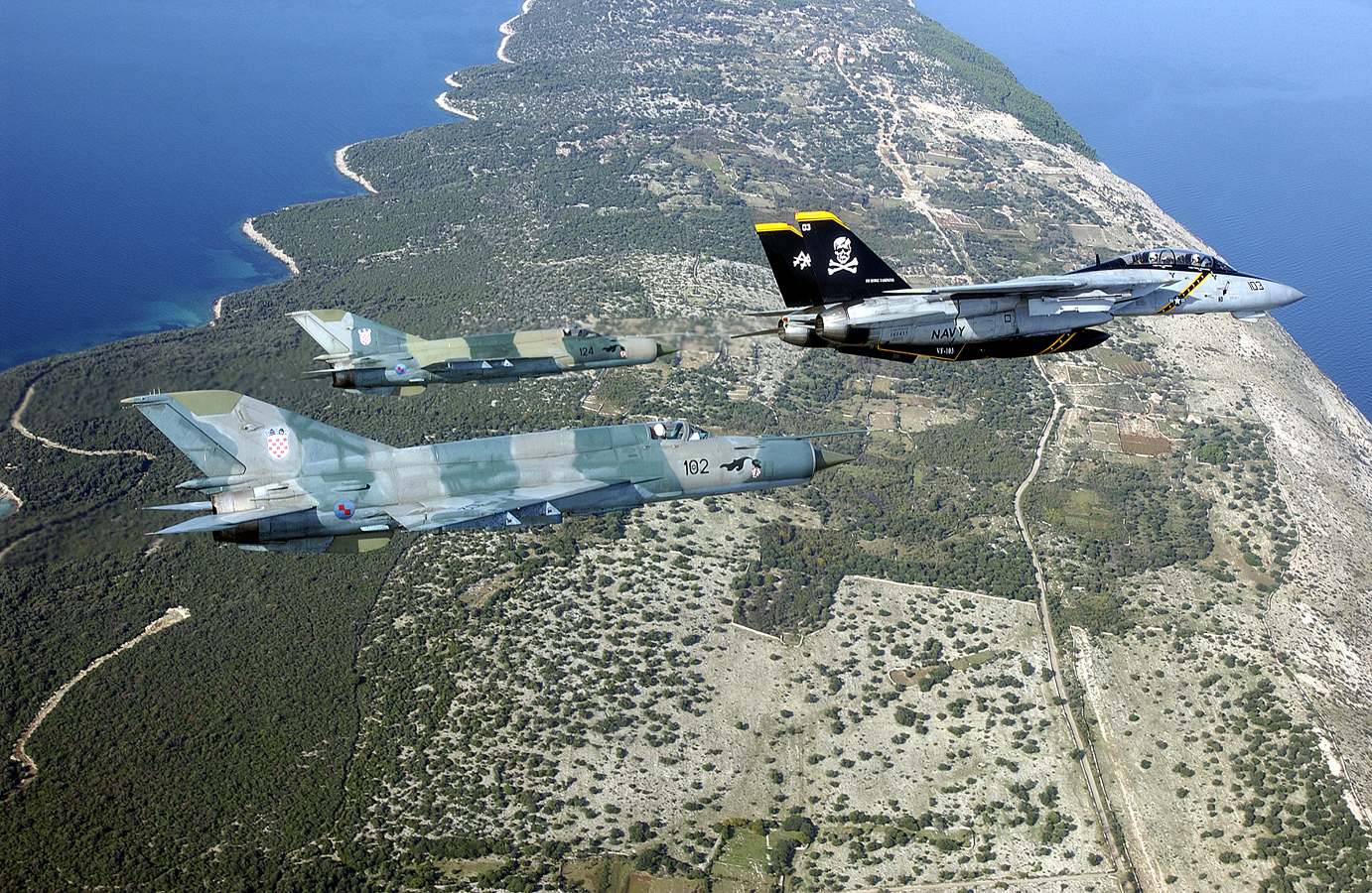
Un F-14 Tomcat in formazione con due MiG-21 croati

#### Attuali
Questa lista, aggiornata al 2015, non comprende gli utilizzatori delle versioni di produzione cinese conosciute come Chengdu J-7.
 Angola
- Força Aérea Popular de Angola y Defesa Aérea y Antiaérea

25 esemplari in servizio tra MiG-21bis e MiG-21UM ad agosto 2016.
 Azerbaigian
- Azərbaycan hərbi hava qüvvələri

5 MiG-21MI sono in carico a febbraio 2016, ma, probabilmente, non in grado di volare.
 Corea del Nord
- Chosŏn Inmin Kun Konggun

48 MiG-21PFM e 16 MiG-21U/UM consegnati. Dal 1985 sono stati acquistati in Unione Sovietica lotti di MiG-21MF per 30 esemplari. Potrebbero essere stati acquistati altri esemplari, variabili tra 106 ed un massimo di 150, aggirando l'embargo internazionale. Al novembre 2018 risultano in servizio 40 MiG-21PFM, 24 MiG-21MF e 12 MiG-21U/UM.
 Croazia
- Hrvatsko ratno zrakoplovstvo i protuzračna obrana

35 MiG-21bis Fishbed-L e 8 MiG-21UM Mongol-B consegnati. 5 modernizzati acquisiti dall'ucraina Ukrspetsexport nel 2014, che ha anche aggiornato 7 dei velivoli già in dotazione. A marzo 2020 sono operativi solo 8 aerei (7 monoposto e 1 biposto) dei 12 in organico.
 Cuba
- Defensa Anti-Aérea y Fuerza Aérea Revolucionaria

79 MiG-21bis e 10 MiG-21UM consegnati, 8 dei primi e 4 dei secondi in servizio all'aprile 2019.
  Egitto
- Al-Quwwat al-Jawwiyya al-Misriyya

56. Acquisiti oltre 490 in parte aggiornati con avionica britannica e un misto di armamenti russi e occidentali.
 Etiopia
- Ye Ithopya Ayer Hayl[20]

95 MiG-21MF Fishbed-J e 5 MiG-21UM Mongol-B consegnati, 10 monoposto e 4 biposto in servizio al gennaio 2020. L'effettiva presenza ed il numero di questi aerei rimane incerta, anche se operativi, sono stati relegati a compiti addestrativi.
 Guinea
- Force Aérienne de Guinée

10 MiG-21bis consegnati, mentre non è noto quanti siano gli esemplari biposto consegnati. 3 MiG-21bis e 1 MiG-21UM in organico a maggio 2021, ma con molta probabilità non in grado di volare.
 India
- Bhāratīya Vāyu Senā

250 MiG-21 di varie versioni consegnati. Delle varie versioni in servizio è stato deciso di mantene ed aggiornare solo 125 esemplari della versione "Bis", ora denominati MiG-21 Bison perché modificati con gli aggiornamenti previsti per il MiG-21- 93 promosso dalla Mikoyan Gurevich agli inizi degli anni novanta.Iniziato nel 1996, tale programma di aggiornamento è stato completato nel 2007. Un esemplare è stato perso l'8 maggio 2023. Il loro impiego è previsto fino al 2025.
 Libia
- Al-Quwwat al-Jawwiyya al-Libiyya

94 MiG-21bis Fishbed-L/N consegnati.
 Mali
- Force aérienne de la République du Mali

12 MiG-21MF e 2 MIG 21UM consegnati nel 1977 e ritirati dal servizio nel 2019.
 Mozambico
- Força Aérea de Moçambique

48 MiG-21bis e 2 MiG-21UM consegnati. Sei MiG-21bis e due MiG-21UM in servizio che sono stati sottoposti ad un programma di aggiornamento tra il 2013 e il 2014 dalla rumena Aerostar.
 Siria
- Al-Quwwat al-Jawwiyya al-'Arabiyya al-Suriyya

45 MiG-21F-13 consegnati nel 1965, seguiti da 36 MiG-21PF nel 1966. Ulteriori 4 MiG-21F-13 ex Češkoslovenske Vojenske Letectvo e 12 MiG-21PF ex ungheresi furono consegnati per ripiazzare aerei persi. Dal 1968, furono consegnati 100 tra MiG-21PFM e MiG-21PFS, più 6 ricognitori MiG-21R ricevuti negli anni settanta. 61 MiG-21MF furono consegnati tra il 1971 e il 1973, i quali a causa di enormi perdite durante la Guerra dello Yom Kippur furono integrati con altri 75 MiG-21MF dall'URSS. Durante la guerra dello Yom Kippur, 12 MiG-21M furono acquistati dalla Germania dell'Est e ulteriori 12 MiG-21F-13 dalla Polonia. 198 MiG-21bis furono forniti dall'URSS negli anni ottanta. 8 addestratori MiG-21U furono consegnati negli anni sessanta, seguiti da 20 MiG-21UM nel 1973.
 Uganda
- Ugandan Air Force

5 MiG-21MF e 2 MiG-21UM ex Aeronautica polacca acquistati nel 1999 ed aggiornati dalla israeliana IAI allo standard MiG-21-2000.
 Vietnam
- Không Quân Nhân Dân Việt Nam

144
 Yemen
- Al-Quwwat al-Jawwiyya al-Yamaniyya

19

#### Passati
Afghanistan
- Afghan Army Air Force[20]

 Afghanistan
- Afghan National Army Air Force[20]

 Algeria
- Al-Quwwat al-Jawwiyya al-Jaza'iriyya[20]

 Bangladesh
- Bangladesh Biman Bahini[20]

18 MiG-21MF e 2 MiG-21UM in servizio dal 1973 al 1989.
 Bielorussia
- Voenno-vozdušnye sily i vojska protivovozdušnoj oborony

Ereditò numerosi velivoli dall'Unione Sovietica ma ha ritirato tutti gli apparecchi dal servizio attivo.
 Bulgaria
- Bălgarski Voennovăzdušni sili

226 esemplari di differenti versioni (86 dei quali di seconda mano) ricevuti tra il 1963 e il 1990, gli ultimi 3 dei quali (2 MiG-21bis ed 1 biposto MiG-21UM1) radiati il 18 dicembre 2015.
 Burkina Faso
- Force Aérienne de Burkina Faso[20]

 Cambogia
- Toap Akas Khemarak Phoumin[20]

 Ciad
- Force Aérienne Tchadienne[20]

 Cina
- Zhongguo Renmin Jiefangjun Kongjun[20]

 Congo-Brazzaville
- Armée de l'Air du Congo[20]

 Congo-Léopoldville
- Force Aérienne du Congo[20]

 Cecoslovacchia
- Češkoslovenske Vojenske Letectvo

al momento della dissoluzione i velivoli vennero ripartiti nelle nuove forze aeree nazionali.
 Rep. Ceca
- Vzdušné síly armády České republiky[20]

 Eritrea
- Eritrean Air Force[20]

 Finlandia
- Suomen ilmavoimat[20]

 Germania Est
- Luftstreitkräfte und Luftverteidigung der Deutschen Demokratischen Republik

passati alla Luftwaffe dopo la riunificazione.
 Germania
- Luftwaffe[20]

 Georgia
- Sak'art'velos samxedro-sahaero dzalebi[20]

 Guinea-Bissau
- Força Aérea da Guiné-Bissau

6 MiG-21MF e 1 MiG-21UM consegnati.
 Indonesia
- Tentara Nasional Indonesia Angkatan Udara[20]

 Iran
- Niru-ye Havayi-ye Artesh-e Jomhuri-ye Eslami-e Iran[senza fonte]

  Iraq
- Al-Quwwat al-Jawwiyya al-'Iraqiyya[20]

 Israele
- Heyl Ha'Avir[20]

 Jugoslavia
- Jugoslovensko ratno vazduhoplovstvo i protivvazdušna odbrana

A partire dal 1962 sono stati consegnati 41 MiG-21F-13 (ridesignati L-12), 36 MiG-21PFM (ridesignati L-14), 12 MiG-21R (ridesidnati L-14i), 25 MiG-21M (ridesignati L-15), 6 MiG-21MF (ridesignati L-15M, 4 dei quali convertiti nella versione da ricognizione designata L-15i), 91 MiG-21bis (ridesignati L-17/L-17K), 18 MiG-21U-400/600 (ridesignati NL-12/NL-12M), 7 MiG-21US (ridesignati NL-14) e 25 MiG-21UM (ridesignati NL-16).
 Kirghizistan
- Kyrgyzstan Air Force

è ancora in possesso di circa 100 esemplari in parte smantellati.
 Laos
- Lao People's Liberation Army Air Force[20]

 Madagascar
- Armée de l'air Malgache[20]

 Mongolia
- Agaaryn Dovtolgoonoos Khamgaalakh Tsergiyn Komandlal[20]

 Namibia
- Namibian Air Force[20]

 Nigeria
- Nigerian Air Force[20]

25 MiG-21MF Fishbed e 2 MiG-21UM ricevuti a partire dal 1975, più ulteriori 13 MiG-21bis e 2 MiG-21UM consegnati a metà anni ottanta. Tutti questi aerei sono stati messi in deposito a metà anni novanta.
 Polonia
- Siły Powietrzne[20]

 Romania
- Forțele Aeriene Române

Tra il 1962 ed il 1975, la Romania ricevette varie versioni del MiG-21. Furono consegnati, infatti, due dozzine di MiG-21F-13, 38 MiG-21PF, 56 MiG-21PFM, 12 MiG-21R, 68 MiG-21M e 74 tra MiG-21MF e MiG-21MF-75, 7 tra MiG-21U400 e MiG-21U600, 11 MiG-21US e 32 MiG-21UMS. Di questi 110 esemplari furono aggiornati secondo il programma Lancer e furono suddivisi in 71 LanceR "A" da attacco al suolo, 25 LanceR "C" per compiti di difesa aerea e 14 LanceR "B" per la conversione operativa. Gli ultimi esemplari di Lancer sono stati ritirati il 15 maggio 2023.
 Russia
- Voenno-vozdušnye sily Rossijskoj Federacii[20]

 Serbia
- Vazduhoplovstvo i PVO Vojske Srbije

23 MiG-21bis, 7 MiG-21UM e 1 MiG-21M ereditati con la fine della Jugoslavia nel 1992 ed in servizio fino al maggio 2021.
 Slovacchia
- Vzdušné sily Slovenskej republiky[20]

 Somalia
- Cuerpo Aeronautica della Somalia[20]

 Stati Uniti
- United States Air Force[20]

 Sudan
- Al-Quwwat al-Jawwiyya al-Sudaniyya[20]

 Tanzania
- Jeshi la Anga la Wananchi wa Tanzania[20]

 Turkmenistan
- Turkmenistan Air Force and Air Defense Force[20]

 Ucraina
- Viys'kovo-Povitriani Syly Ukrayiny[20]

 Ungheria
- Magyar Néphadsereg légiereje[20]

 Unione Sovietica
- Voenno-vozdušnye sily

al momento della dissoluzione sovietica i velivoli vennero ripartiti nelle diverse nuove forze aeree nazionali.
 Yemen del Nord
- Yemen Arab Republic Air Force[20]

 Yemen del Sud
- South Yemen Air Force[20]

 Zambia
- Zambian Air Force and Air Defence Command

16 MiG-21MF e 2 MiG-21UM ordinati e consegnati a partire dal 1980. Fonti riportano che, nel 2005, almeno due biposto ed un monoposto furono inviati presso l'israeliana IAI per essere sottoposti ad un programma di aggiornamento.
 Zimbabwe
- Air Force of Zimbabwe[20]

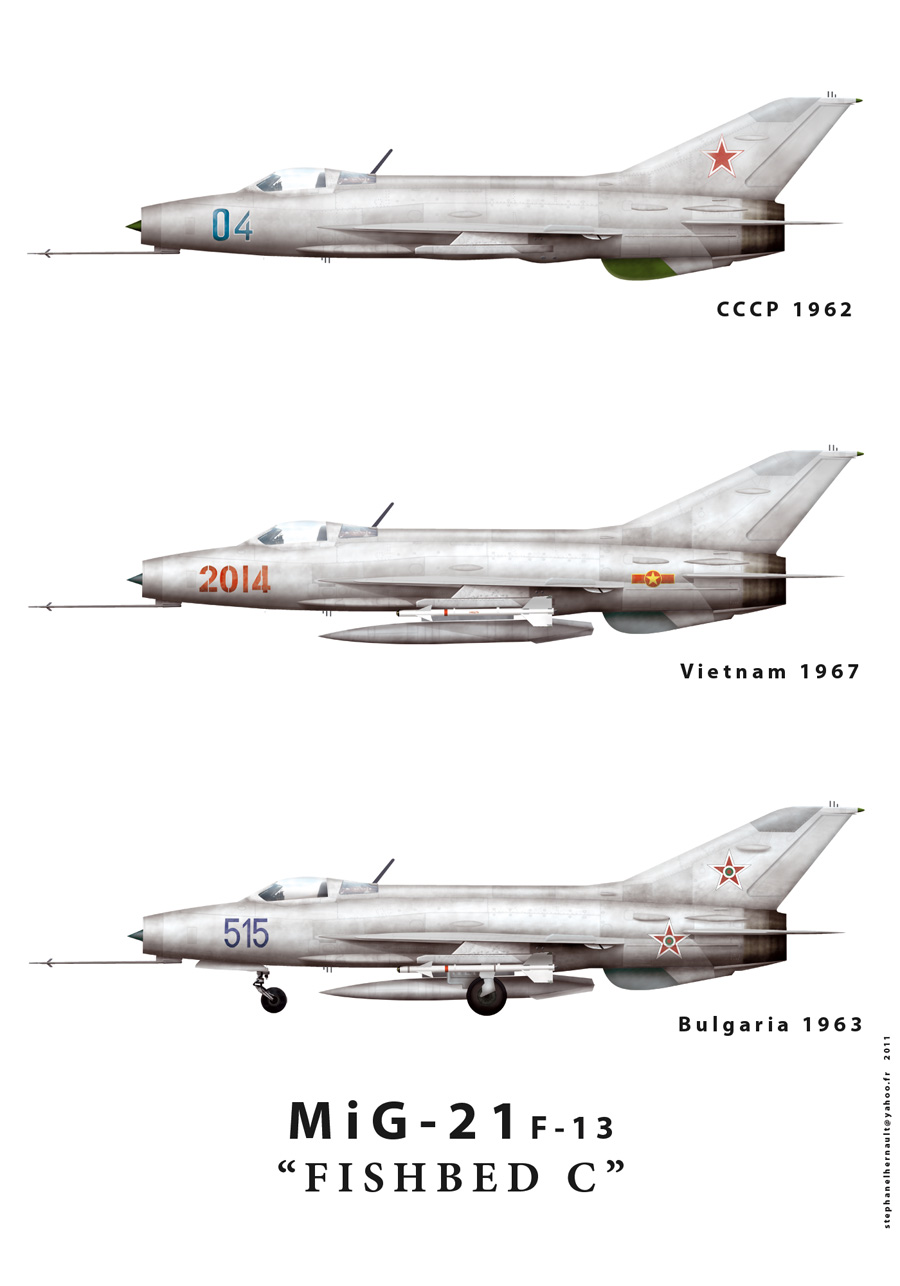
MiG 21 F13
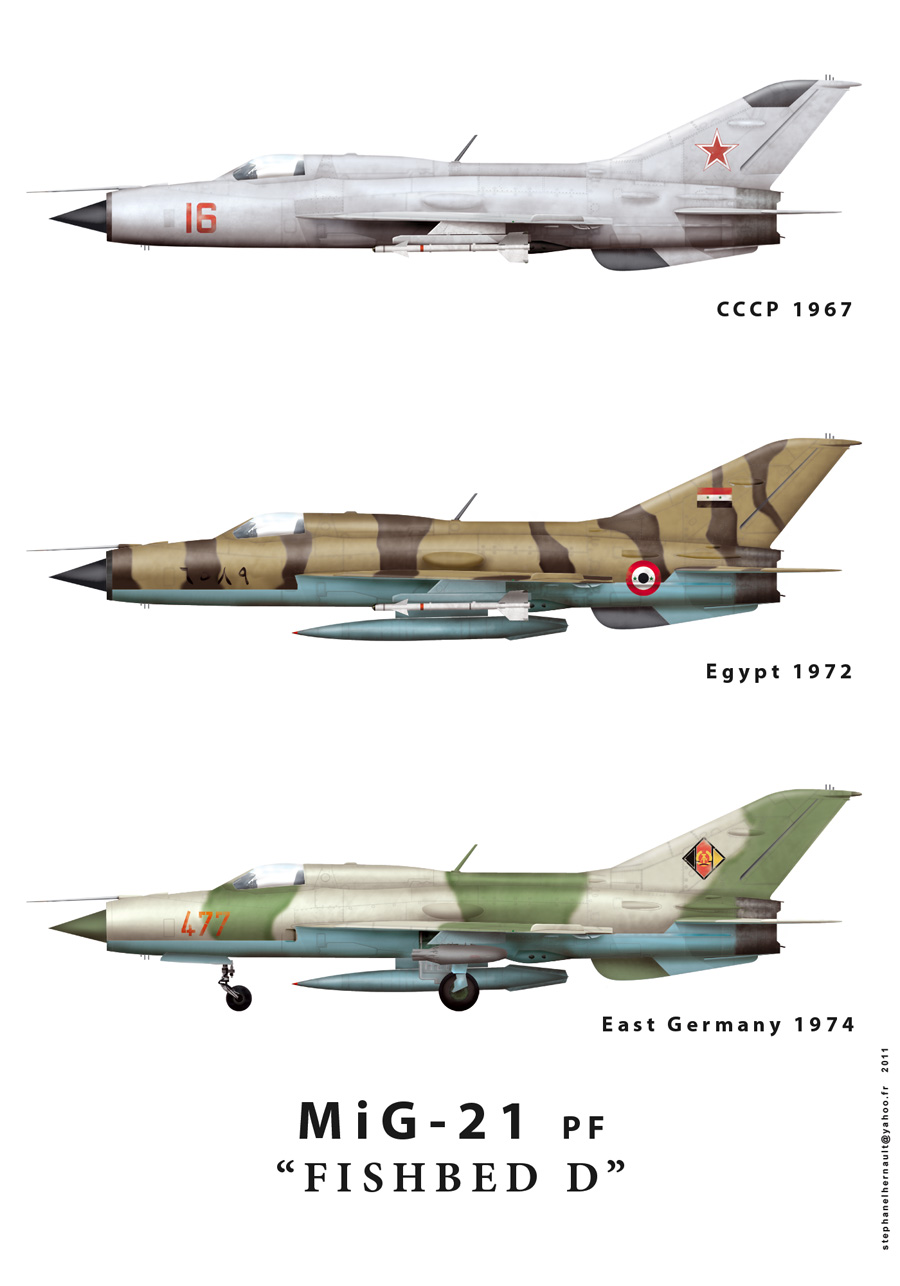
MiG 21 Fishbed D
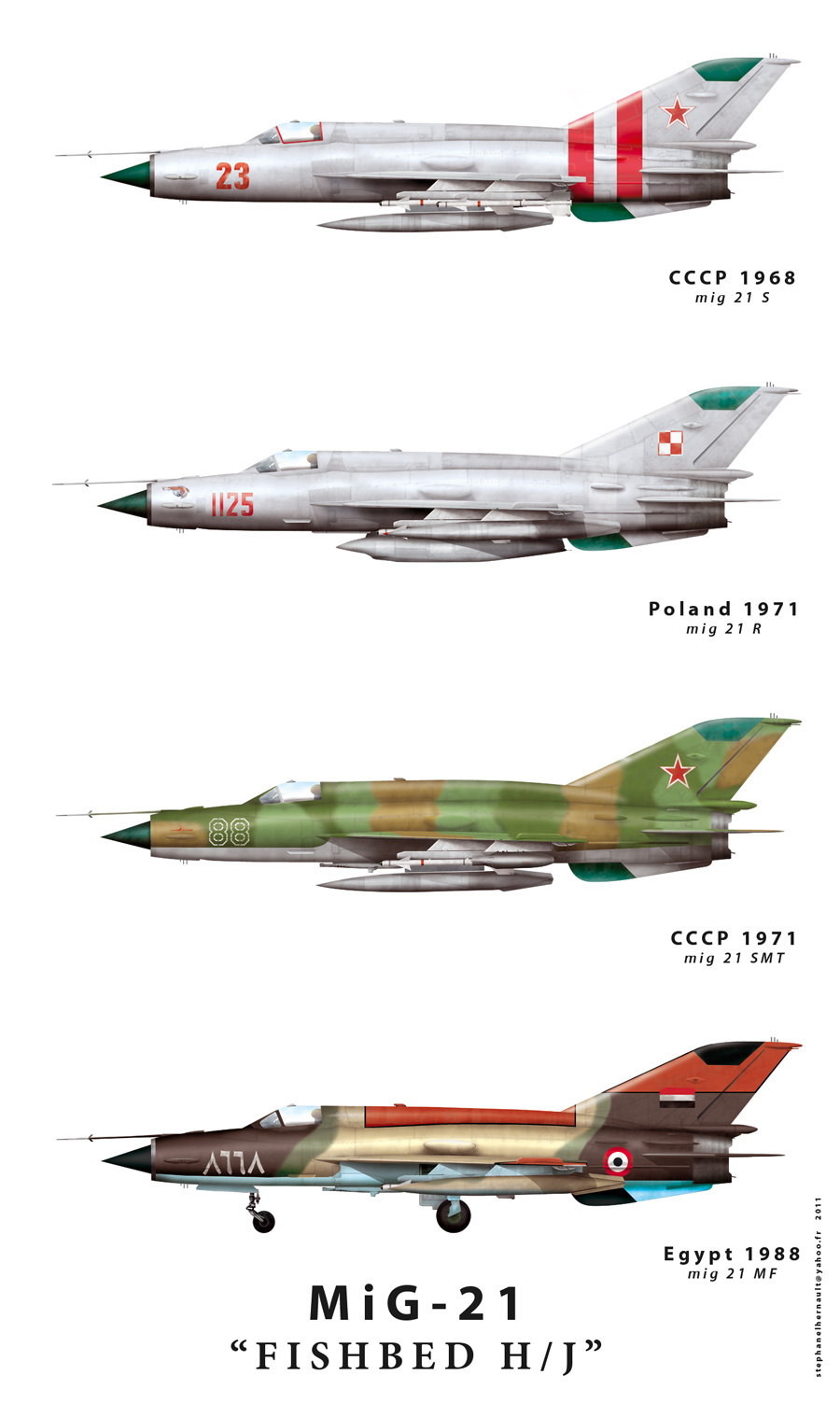
MiG 21 Fishbed H/J
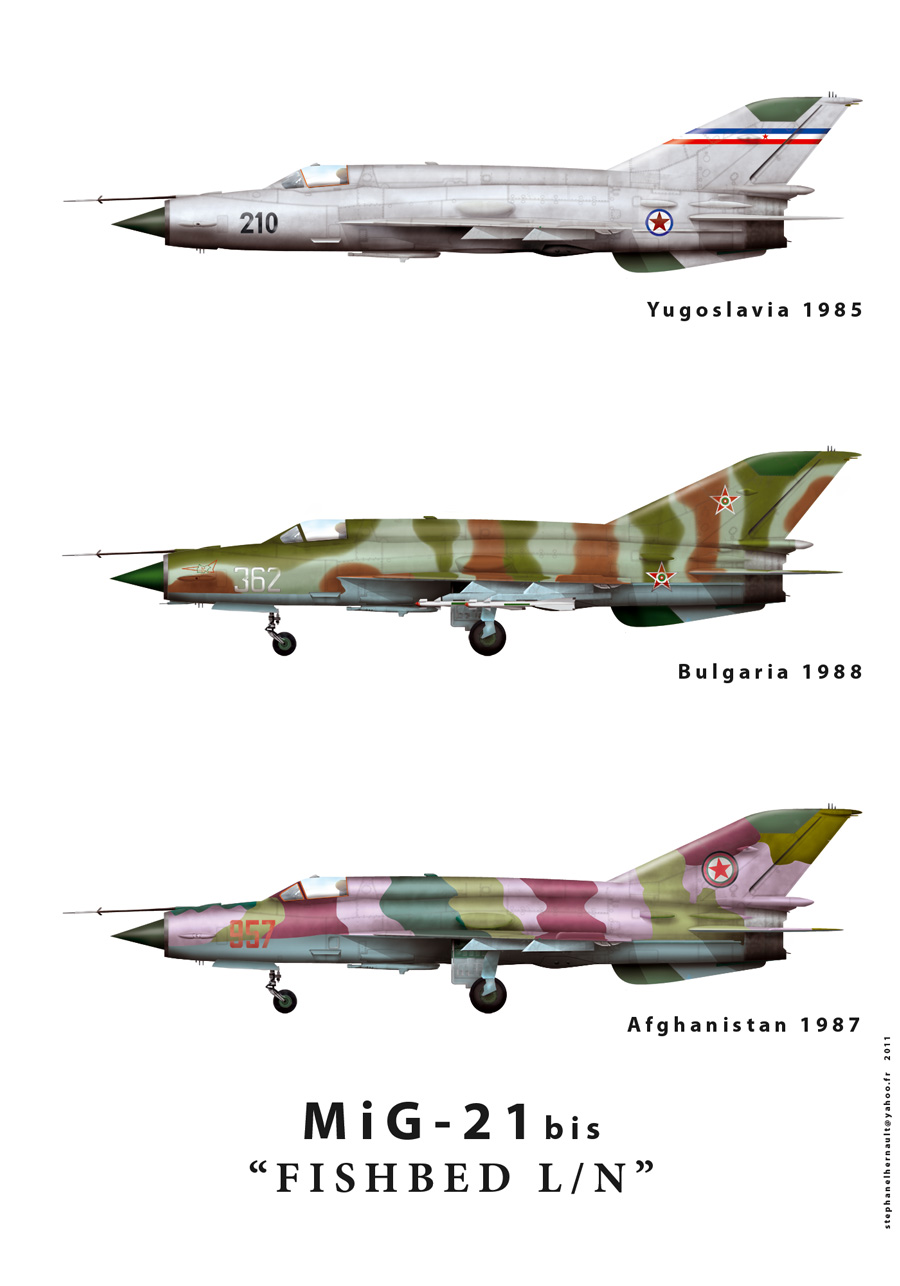
MiG 21 bis Fishbed L/N

## Esemplari preservati
- Svariati MiG-21 sono preservati in moltissimi musei di aviazione in tutto il mondo, in particolare nei musei di paesi che hanno utilizzato questo velivolo.
- In Italia, due MiG-21 (precisamente un MiG-21UM da due posti per addestramento “Mongol-B” della Luftwaffe, ex aeronautica della Germania Est e un MiG-21bis “Fishbed-N” dell’aeronautica finlandese, più alcuni pezzi di altri esemplari, sono preservati e esposti presso il Parco Tematico dell’aviazione di Rimini.
- Tre MiG-21F-13 con marche 10, 711 e 714, un MiG-21U-400 con marche 1120 e un MiG-21R con marche 2007 sono conservati al Museo dell'aviazione di Bucarest[44].
- Alcuni esemplari sono ora di proprietà e pilotati da collezionisti privati come warbird.
- L'11 maggio 2024 la Croazia ha radiato gli ultimi esemplari in servizio attivo.